# Therizinosaurus cheloniformis
Therizinosaurus cheloniformis ("lagarto guadaña con forma de tortuga") es la única especie conocida del género extinto Therizinosaurus de dinosaurio celurosauriano tericinosáurido, que vivió a finales del período Cretácico, hace aproximadamente 70 millones de años, en el Maastrichtiense, en lo que hoy es Asia. Es uno de los mayores y más representativos del grupo de los tericinosaurios. Sus fósiles fueron descubiertos en Mongolia y originalmente se pensó que se trataba de una especie similar a una tortuga, de allí su nombre de especie, T. cheloniformis. Solo conocida por un puñado de huesos, incluyendo gigantescas garras de las manos, de donde proviene su nombre.
Los primeros restos de Therizinosaurus fueron encontrados en 1948 por una expedición de campo mongola en el desierto de Gobi y descrito más tarde por Evgeny Maleev en 1954. El género solo se conoce a partir de unos pocos huesos, incluidos los ungueales manuales gigantes, huesos de garras, de los que recibe su nombre, y hallazgos adicionales que comprenden elementos de las extremidades anteriores y posteriores que se descubrieron durante la década de 1960 a 1980.
Therizinosaurus era un tericinosáurido de gran tamaño que podía crecer hasta 10 metros de largo y 5 de alto, y pesar posiblemente 5 toneladas. Al igual que otros miembros de su familia, habría sido un ramoneador alto, de cuello largo y lento, equipado con una ranfoteca en su pico córneo, y un torso ancho para el procesamiento de alimentos. Sus extremidades anteriores eran particularmente robustas y tenían tres dedos que portaban garras que, a diferencia de otros parientes, eran muy rígidas, alargadas y solo tenían curvaturas significativas en las puntas. Therizinosaurus tenía las garras manuales más largas conocidas de cualquier animal terrestre, alcanzando más de 50 centímetros de longitud. Sus patas traseras terminaban en cuatro dedos funcionales en los pies que soportan peso a diferencia de otros grupos de terópodos en los que el primer dedo del pie se redujo a un vestigio y se asemejaban a los de los sauropodomorfos, con los que no estaba directamente relacionado.
Fue uno de los últimos y más grandes representantes de su grupo, Therizinosauria, anteriormente conocido como Segnosauria. Durante y después de su descripción original en 1954, Therizinosaurus tuvo relaciones bastante complejas debido a la falta de especímenes completos y parientes en ese momento. Maleev pensó que los restos de Therizinosaurus pertenecían a un gran reptil parecido a una tortuga y también nombró una familia separada para el género, Therizinosauridae. Más tarde, con el descubrimiento de parientes más completos, se pensó que Therizinosaurus y sus parientes representaban algún tipo de sauropodomorfos u ornitisquios de transición del Cretácico superior, aunque en algún momento se sugirió que podría haber sido un terópodo. Sin embargo, después de años de debate taxonómico, ahora se ubican en uno de los principales clados de dinosaurios, Theropoda, específicamente como maniraptoranos. Therizinosaurus se recupera ampliamente dentro de Therizinosauridae en la mayoría de los análisis.
La anatomía inusual de los brazos y el cuerpo, extrapolado de parientes, de Therizinosaurus se ha citado como un ejemplo de evolución convergente con los calicoterinos y otros mamíferos principalmente herbívoros, lo que sugiere hábitos de alimentación similares. Las garras alargadas de las manos de Therizinosaurus eran más útiles para tirar de la vegetación al alcance de la mano en lugar de ser utilizadas para el ataque activo o la defensa debido a su fragilidad, sin embargo, pueden haber tenido algún papel para la intimidación. Sus brazos también eran particularmente resistentes al estrés, lo que sugiere un uso robusto de estas extremidades. Therizinosaurus era un animal muy alto, probablemente teniendo una competencia reducida sobre el follaje en su hábitat y superando a los depredadores como Tarbosaurus.

## Descripción

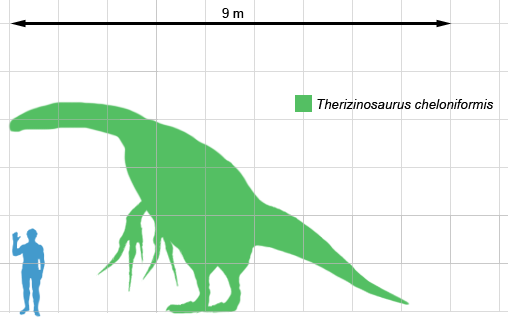
Comparación entre un humano y un Therizinosaurus.

Para los estándares de los maniraptores, Therizinosaurus tenía un tamaño enorme: se estima que alcanzaba de 9 a 10 metros de largo con alturas estimadas de 4 a 5 metros y pesos de 3 toneladas a posiblemente a más de 5 toneladas. Estas dimensiones hacen que Therizinosaurus sea el tericinosáurido más grande conocido y el maniraptorano más grande conocido. Junto con el ornitomimosaurio contemporáneo Deinocheirus, fue el maniraptoriforme más grande. Aunque el cuerpo permanece relativamente incompleto, se pueden hacer inferencias sobre sus características físicas basadas en tericinosáuridos más completos. Al igual que otros miembros de su familia, Therizinosaurus tenía un cráneo proporcionalmente pequeño con una ranfoteca (pico córneo) sobre su largo cuello; postura bípeda; un vientre grande para el procesamiento de follaje; y plumaje escaso. Otros rasgos que probablemente estaban presentes en Therizinosaurus incluyen una columna vertebral fuertemente neumatizada, llena de aire y una pelvis robusta, opistopúbica, orientada hacia atrás. Sus miembros superiores pudieron haber alcanzado los 2,5 metros de largo. Sus miembros traseros terminaban en cuatro dedos del pie que sostenían el peso, a diferencia de otros grupos del terópodos, en los cuales el primer dedo del pie se reducía a un dedo vestigial.
En 2010, Senter y James utilizaron ecuaciones de longitud de las patas traseras para predecir la longitud total de las patas traseras en Therizinosaurus y Deinocheirus. Llegaron a la conclusión de que un Therizinosaurus promedio puede haber tenido patas de aproximadamente 3 metros de largo. Más recientemente, Mike Taylor y Matt Wedel sugirieron que todo el cuello tendría 2,9 veces el tamaño del húmero, que era de 76 centímetro, lo que daría como resultado un cuello de 2,2 metros de largo según las comparaciones con la serie de vértebras cervicales de Nanshiungosaurus. La característica más distintiva de Therizinosaurus era la presencia de gigantescos unguales en cada uno de los tres dedos de sus manos. Estos eran comunes entre los tericinosáuridos, pero particularmente grandes y rígidos en Therizinosaurus, y se consideran los más largos conocidos de cualquier animal terrestre. Cada brazo medía en total 2,5 metros de largo, y su única garra en forma de guadaña medía 70 centímetros en su curva externa. Esa longitud no incluye la cubierta córnea que debe haber rodeado la garra, con la que pudo llegar a medir 1 metro de largo. eso hace que la sola garra mida lo que una guadaña para cortar césped alto, sólo que la garra del Therizinosaurus es más pesada. Se encontró también, con una pelvis de 2,5 metros de ancho. Los primeros ejemplares consistían en algunas grandes garras halladas por la expedición conjunta soviético-mongola de 1948, así como en otras partes de Mongolia las posteriores 1957, 1959 y 1960 fueron en el desierto de Gobi. Fósiles asociados incluyen patas incompletas y un diente.

### Brazos

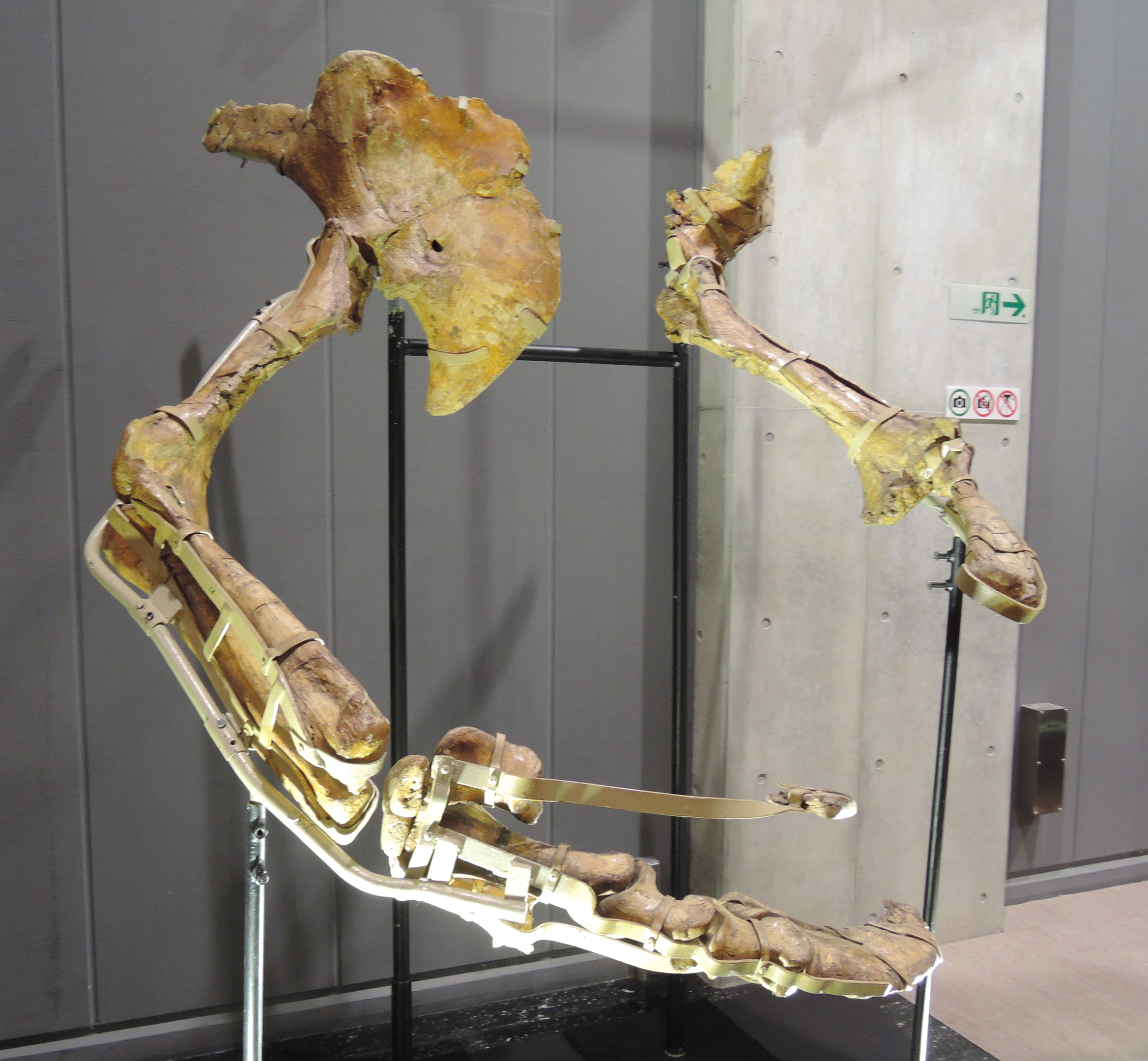
Fósiles de los brazos.

Los brazos eran macizos, musculosos y muy largos, pues llegaban a medir 2,5 metros. Terminaban en manos de tres dedos rematados por unas garras gigantescas en forma de hoz muy inusuales, pues medían entre 60 y 90 centímetros. Es probable que las usara para sujetar las ramas de los árboles mientras se alimentaba. El brazo de Therizinosaurus cubría 2,4 metros de longitud total, húmero, radio y segundo metacarpiano con longitudes de falanges. La escápula medía 67 centímetros de largo con una hoja dorsal robusta y aplanada, un proceso acromial ancho, extensión ósea y una superficie ventral muy ensanchada. Cerca del borde anterior del ensanchamiento escapular y cerca de la sutura escapulocoracoideo, se localizó un foramen, que probablemente funcionó como un canal para los vasos sanguíneos y los nervios cuando estaba vivo. El borde posterior de la escápula era robusto y el acromion era de construcción ligera, probablemente fusionado en un sistema cartilaginoso con su periferia en vida. La coracoides medía 36 centímetros de largo, tenía una superficie lateral ancha y convexa que formaba una concavidad ligeramente inclinada cerca de la sutura escapulocoracoide. Esta concavidad se doblaba hacia el ensanchamiento escapular. Cerca de la sutura escapulocoracoide, este borde se tornó muy delgado y posiblemente en cartílago junto con la periferia de la coracoides en vida, como el caso del borde escapular. Un gran foramen también estaba presente en la coracoides. La cavidad glenoidea era ancha y profunda, apuntando ligeramente hacia el lado lateral externo. Tenía bordes robustos y convexos en forma de cresta. El grosor supraglenoideo se desarrolló en forma de cresta convexa, se dividió a lo largo de la parte superior de la sutura escapulocoracoideo. El punto de anclaje para el músculo bíceps estaba desarrollado de manera prominente por un gran tubérculo con una parte superior rechoncha, lo que indica que tenía músculos poderosos en vida.
El húmero tenía una construcción robusta y medía 76 centímetros de largo. Tenía un extremo superior ancho. La cresta deltopectoral, la inserción del músculo deltoides, era particularmente larga y gruesa, con su parte superior ubicada aproximadamente a 1/3 del extremo superior. La longitud de la cresta no era inferior a 2/3 de la longitud del elemento óseo completo. El extremo inferior del húmero estaba muy dilatado y ensanchado. Los cóndilos se desarrollaron sobre el lado anterior de la expansión inferior, mientras que los epicóndilos eran muy anchos y se proyectaban sobre los límites de las áreas articulares. El cubito medía 62,02 centímetros y la mayor parte de su longitud estaba ocupada por su eje recto. El proceso cubital era muy amplio. El área articular superior se dividió en lados laterales interno y externo. El lado lateral tenía un borde de forma triangular y era ligeramente cóncavo, estaba limitado en una vista superior por la depresión para la articulación superior del radio. El lado interior formaba una depresión de forma semilunar que cubría el cóndilo del húmero con forma de luna. El radio era de 55,04 centímetros de largo y ligeramente curvado en S. Su extremo superior era aplanado en dirección lateral, muy ancho, y el extremo distal era muy robusto.
El primer hueso carpiano inferior medía 8,23 centímetros de alto y 8,53 centímetros de ancho y tenía dos superficies de articulación en su extremo inferior. La superficie superior de este carpo estaba dividida por una amplia depresión que formaba la articulación del carpo. En su cara interna presentaba un contorno de forma triangular que se adosaba a la superficie superior del metacarpiano I, ocupando un poco menos que la cara lateral, que se articula con el metacarpiano II. Estas áreas estaban separadas por una proyección ósea oblicua. El segundo carpo inferior era más pequeño que el primero, medía 5,6 centímetros de alto y 5,93 centímetros de ancho. Su superficie inferior estaba aplanada y la superficie articular del carpo se extendía desde el primer carpo hasta el segundo carpo sobre la articulación de los dos huesos.
El metacarpiano I medía 14,55 centímetros de largo y, en comparación con los demás, era más robusto. Su costado lateral era ancho, especialmente en la parte superior. El borde interior era delgado y estrecho. La articulación superior se configuró en tres partes. La superficie articular inferior era algo asimétrica y doblada hacia el lado interno desde la izquierda, junto con una abertura amplia y profunda. La longitud total de este metacarpiano era mayor que 2/3 de la longitud del metacarpiano III, lo que puede haber sido un rasgo único de Therizinosaurus. El metacarpiano II medía 28,68 centímetros de largo y era el metacarpiano más alargado y robusto. Tenía una articulación superior inclinada, cuadrada y aplanada. La articulación de la parte inferior de la cabeza tenía cóndilos muy simétricos, estando dividida por una amplia y profunda depresión. Las aberturas de conexión laterales estaban poco desarrolladas. El metacarpiano III cubría 19,16 centímetros de largo y tenía un eje muy delgado en comparación con los otros metacarpianos. Su articulación superior estaba dividida en tres partes. La cabeza articular inferior era asimétrica con aberturas profundas y anchas. Al igual que en el metacarpiano II, las aberturas de conexión laterales estaban poco desarrolladas.
Solo se conoce el segundo dígito de la mano en Therizinosaurus. Constaba de dos falanges y un gran ungual. La primera y la segunda falange eran algo iguales en forma y longitud, 14,17 centímetros y 14,38 centímetros, respectivamente, y compartían la estructura robusta y gruesa. Las facetas articulares superiores eran muy simétricas y tenían una cresta, particularmente más alta en la primera falange. El borde superior de esta cresta era muy puntiagudo y grueso, probablemente sirvió como sitio para la unión de los tendones extensores en vida. Las cabezas inferiores eran casi simétricas, pero la depresión central era considerablemente más ancha y profunda en la primera falange. Los unguales manuales de Therizinosaurus eran especialmente enormes y largos, se estima que cubrían aproximadamente 52 centímetros de largo. A diferencia de otros terizinosáuridos, eran muy rectos, aplanados de lado a lado y tenían curvaturas pronunciadas solo en las puntas, una característica única de Therizinosaurus. El tubérculo inferior, donde los tendones flexores se unían al ungueal, era grueso y robusto, lo que indica una gran almohadilla en vida. La superficie de articulación que conectaba la falange anterior era ligeramente cóncava y estaba dividida en dos por una cresta central.

### Patas

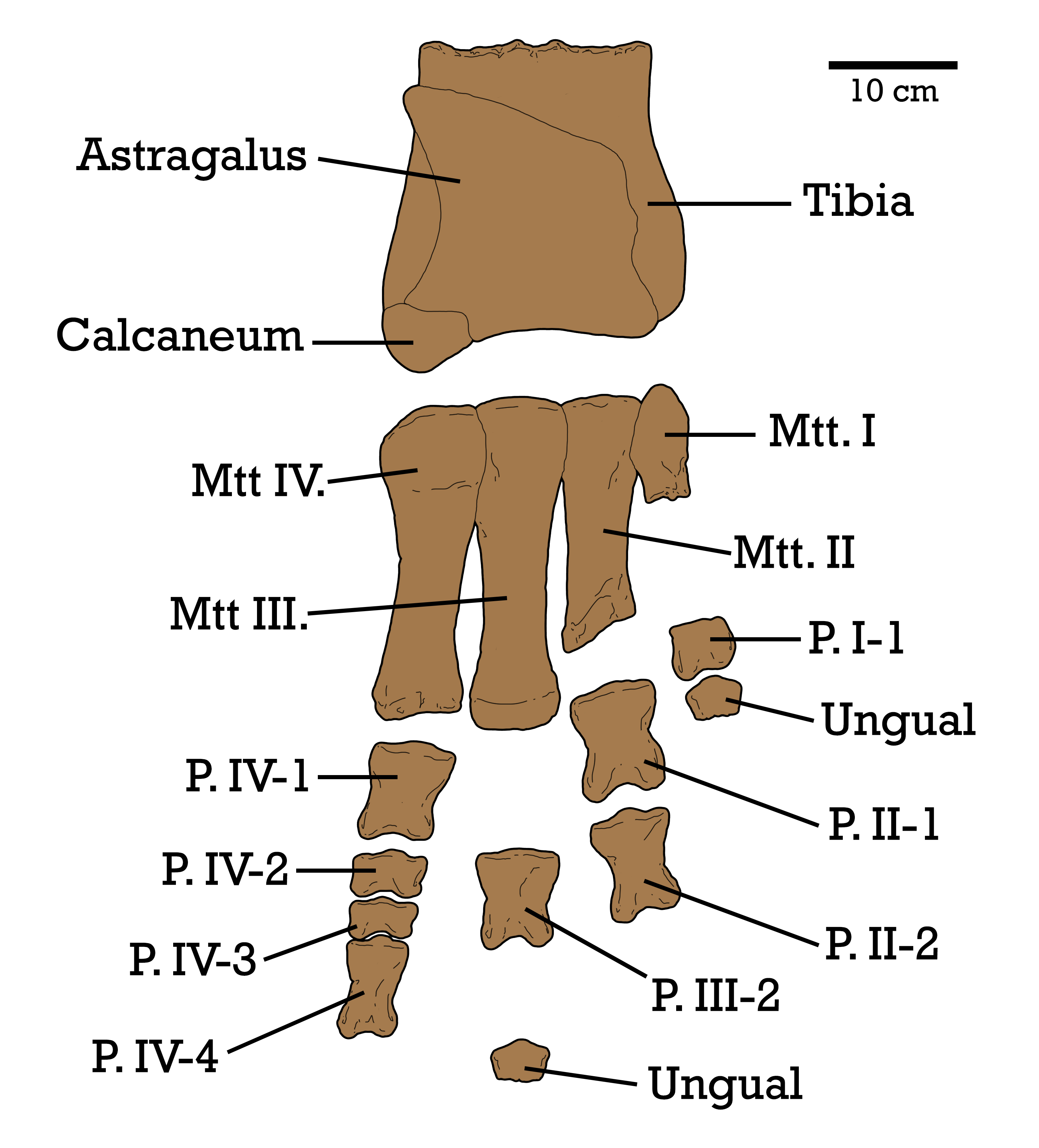
Diagrama etiquetado de la muestrael pie referido MPC-D 100/45.

Therizinosaurus tenía una tibia bastante robusta y robusta que era muy ancha en su extremo inferior. El metatarso era robusto y corto, casi parecido a un sauropodomorfo y estaba compuesto por cinco metatarsianos. Los primeros cuatro eran funcionales y terminaban en dígitos que soportan peso, por lo que tenían una condición tetradáctila (de cuatro dedos). El último o quinto metatarsiano era un hueso muy reducido ubicado en el lado lateral del metatarso y no tenía importancia funcional. A diferencia de la mayoría de los otros grupos de terópodos, el primer dígito del pedal era, aunque más corto que los demás, funcional y soportaba peso. El segundo y el tercero eran igualmente largos mientras que el cuarto era más pequeño y algo más delgado. Los unguales pedales estaban aplanados de lado a lado y probablemente afilados. La morfología de los pies de Therizinosaurus y otros tericinosáuridos era única, ya que la fórmula general de los terópodos incluye pies tridáctilos, de tres dedos, en los que el primer dedo se redujo a una garra y se mantuvo alejado del suelo.

## Descubrimiento

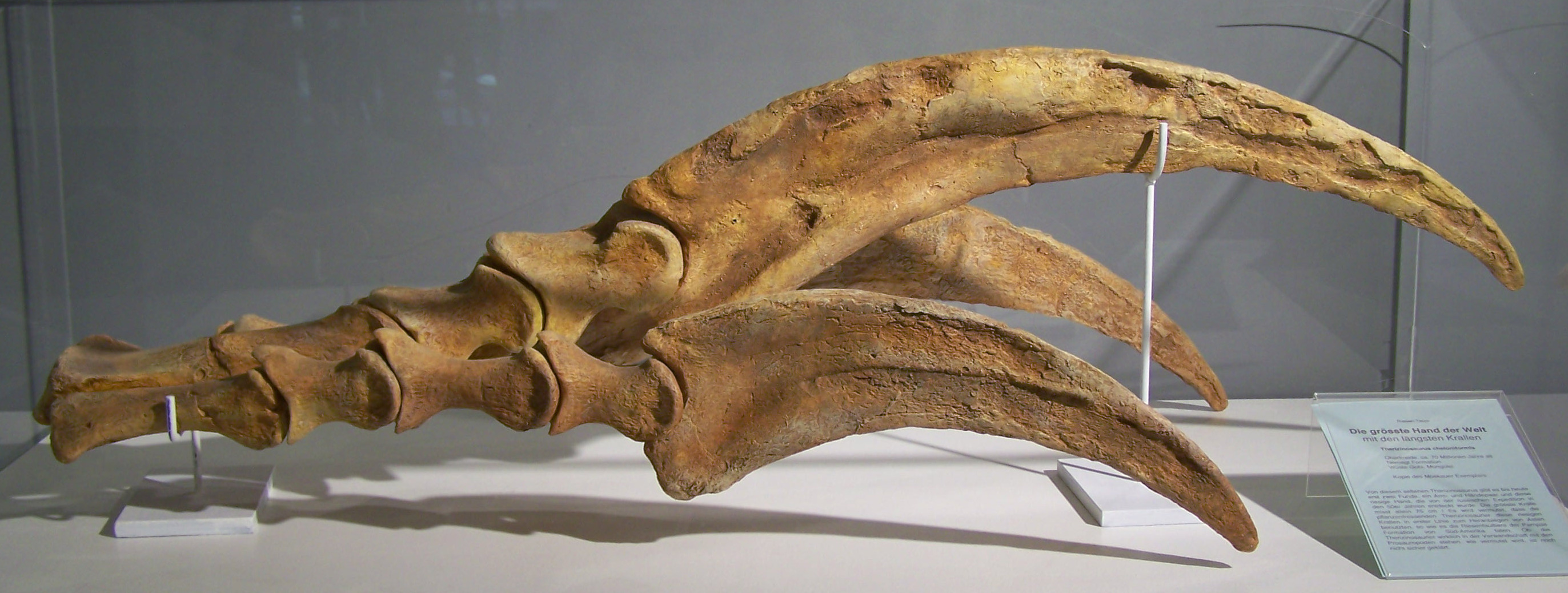
Mano de Therizinosaurus.

Sus primeros restos los encontraron una expedición soviético-mongola a finales de la década de 1940 en la Formación Nemegt en el suroeste de Mongolia. La expedición desenterró lo que resultaría ser una garra enorme, aunque esto no se consideró en un principio. En 1954 el paleontólogo ruso Evgeny Maleev pensó que las garras correspondían a las costillas de un reptil similar a una tortuga gigante al que denominó Cheloniformis. Esta postura que no cambió hasta comienzos de los años de 1950 con los hallazgos tanto de Mongolia como del norte de China, de algunos dientes, extremidades anteriores incompletas, una enorme garra, varios fragmentos de extremidades posteriores y una pata característica de cuatro dedos, que demostraron que en realidad todos estos fósiles pertenecían a un dinosaurio. El género Therizinosaurus fue nombrado en 1954. Muchos de los huesos del Therizinosaurus eran muy similares a los de otros dos dinosaurios enigmáticos, Segnosaurus y Erlikosaurus, cuyo descubrimiento llevó a clarificar sus relaciones. Estos tres dinosaurios parecen estar muy emparentados entre sí. Un cráneo de Erlikosaurus bien conservado nos entrega algunas claves útiles sobre el tipo de vida de Therizinosaurus.

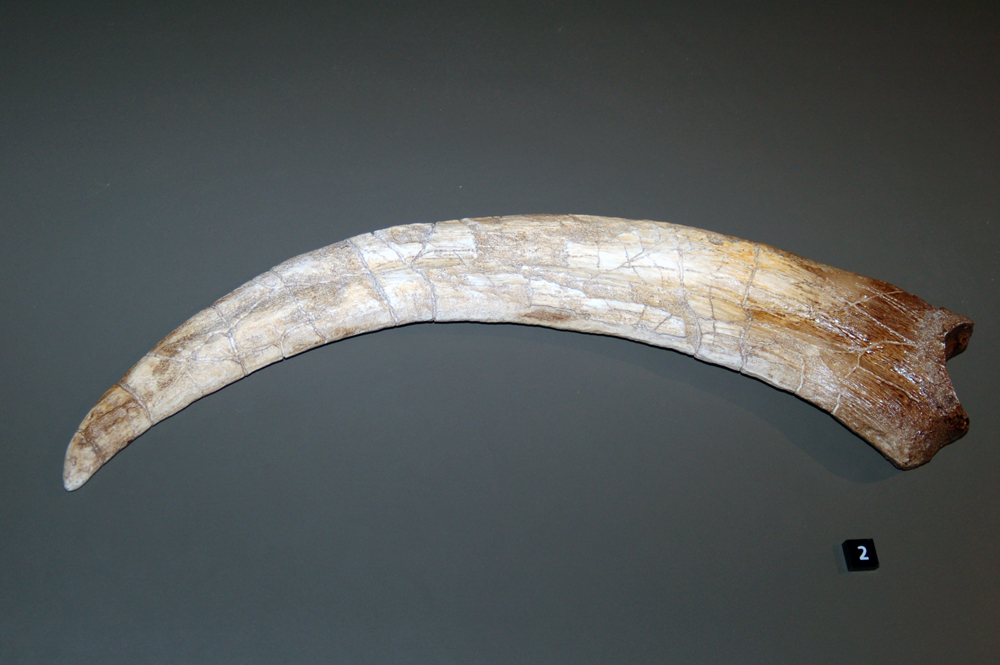
Réplica de una garra de Therizinosaurus.

En 1948, varias expediciones paleontológicas de Mongolia organizadas por la Academia de Ciencias de la URSS se llevaron a cabo en la Formación Nemegt del desierto de Gobi, en el suroeste de Mongolia, con el objetivo principal de encontrar nuevos fósiles. Las expediciones desenterraron numerosos restos fósiles de dinosaurios y tortugas de la localidad de estratotipo Nemegt, también conocida como Valle de Nemegt, pero los elementos más notables recolectados fueron tres unguales manuales parciales, huesos de las garras, de considerable tamaño. Este conjunto de unguales se encontró en una subdivisión de la localidad de Nemegt designada como Cantera V cerca del esqueleto de un gran terópodo, pero también en asociación con otros elementos que incluyen un fragmento de metacarpiano y varios fragmentos de costillas. Fue etiquetado con el número de espécimen PIN 551-483 y más tarde, estos fósiles fueron descritos por el paleontólogo ruso Evgeny Maleev en 1954, quien los usó para nombrar científicamente al nuevo género y especie tipo Therizinosaurus cheloniformis, convirtiéndose en el espécimen holotipo. El nombre genérico, Therizinosaurus, se deriva del griego θερίζω, therízo, que significa guadaña, cosechar o cortar y σαῦρος, sauros, que significa lagarto, en referencia a los enormes unguales manuales, y el nombre específico, T. cheloniformis, deriva de la conjunción de los términos del griego χελώνη, chelóni, que significa tortuga y del latín formis, ya que se pensaba que los restos pertenecían a un reptil parecido a una tortuga. Maleev también acuñó una familia separada para este nuevo y enigmático taxón, Therizinosauridae. Como poco se sabía de Therizinosaurus en el momento de la descripción original, Maleev pensó que el PIN 551-483 pertenecía a un gran reptil parecido a una tortuga de 4,5 metros de largo que dependía de sus gigantescas garras para cosechar algas.
Aunque no se entendió completamente a qué tipo general de animal pertenecían estos fósiles, en 1970, el paleontólogo ruso Anatoly K. Rozhdestvensky fue uno de los primeros autores en sugerir que Therizinosaurus era un terópodo y no una tortuga. Hizo comparaciones entre Chilantaisaurus y los holotipos unguales de Therizinosaurus para proponer que los apéndices en realidad provenían de un dinosaurio carnosaurio, interpretando así a Therizinosaurus como un terópodo. Rozhdestvensky también ilustró los tres unguales manuales holotípicos y volvió a identificar el fragmento metacarpiano como un metatarsiano y basándose en la forma inusual de los fragmentos de metatarsianos y costillas, los enumeró como restos de saurópodos. Estas afinidades con los terópodos también fueron seguidas por la paleontóloga polaca Halszka Osmólska y la coautora Ewa Roniewicz en 1970 cuando nombraron y describieron a Deinocheirus, otro terópodo grande y enigmático de la formación que inicialmente se conocía por sus brazos parciales. Al igual que Rozhdestvensky, sugirieron que era más probable que los unguales holotipos pertenecieran a un terópodo carnosaurio, en lugar de una gran tortuga marina.

### Descubrimientos posteriores

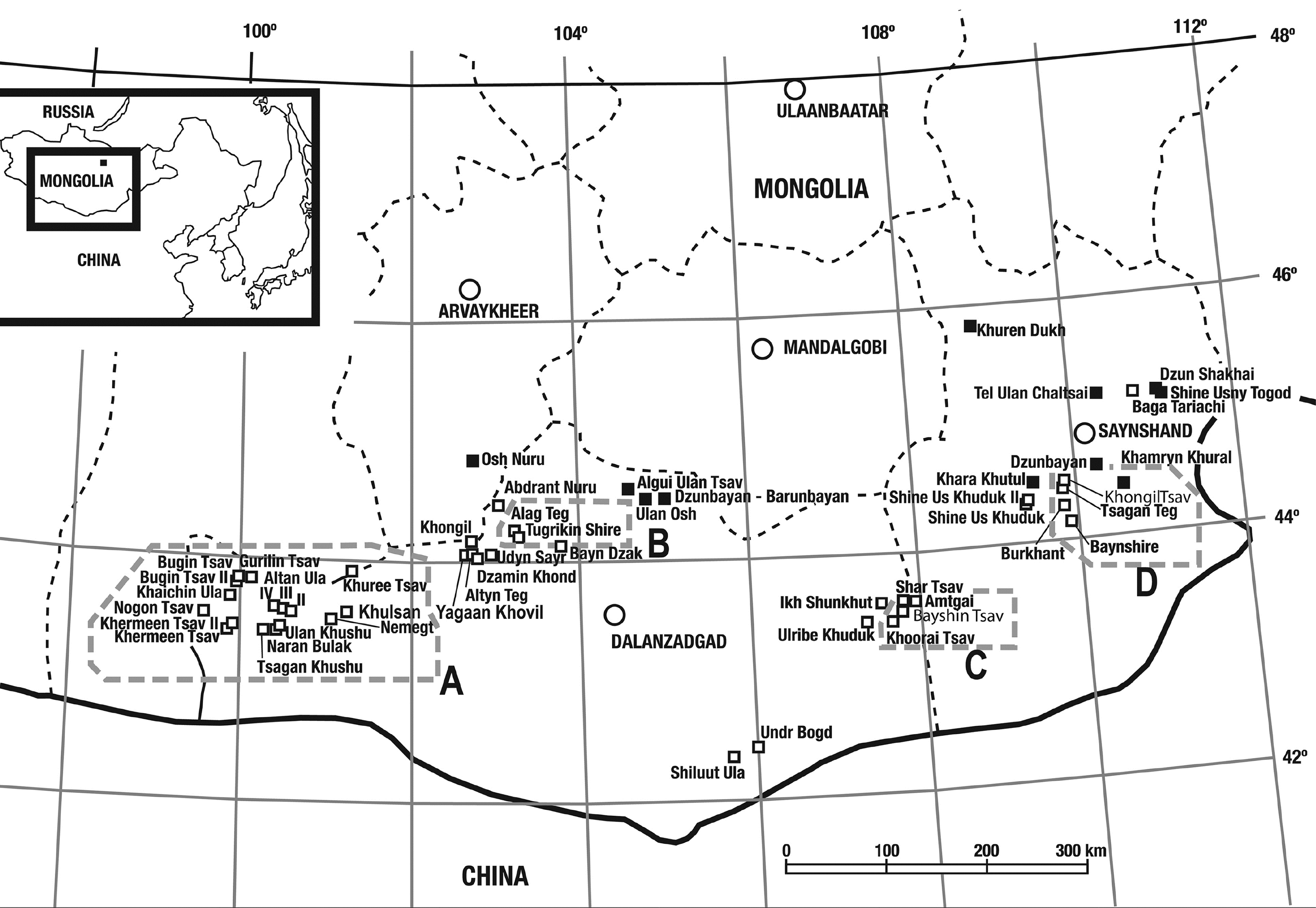
Localidades de fósiles cretáceos de Mongolia. Se han recolectado fósiles de Therizinosaurus de las localidades de Altan Uul, Hermiin Tsav y Nemegt en el área A (Formación Nemegt).

Otras expediciones en la Formación Nemegt desenterraron más fósiles de Therizinosaurus. En 1968, antes de las declaraciones de Rozhdestvensky, Osmólska y Roniewicz, la parte superior de un manual ungual fue encontrada en la localidad de Altan Uul y etiquetada como MPC-D 100/17, anteriormente IGM o GIN. En 1972, se descubrió otro ungueal fragmentado, espécimen MPC-D 100/16, en los Lechos Blancos Superiores de la localidad de Hermiin Tsav, conservando únicamente su parte inferior. Durante el año 1973, también se recolectó un espécimen mucho más completo, más grande y articulado de Hermiin Tsav. Este espécimen fue etiquetado como MPC-D 100/15 y consta de brazos izquierdo y derecho, incluidos los escapulocoracoides, ambos húmeros, cúbito derecho con radio y cúbito izquierdo, dos carpianos derechos, el metacarpo derecho incluyendo un dedo II completo, y algunas costillas con gastralia, costillas del vientre. Como es común en los fósiles, algunos elementos no se conservaron en su totalidad, como los escapulocoracoides con los extremos rotos, y el brazo izquierdo está menos completo que el derecho. Todos estos especímenes fueron descritos por primera vez y referidos a Therizinosaurus por el paleontólogo mongol Rinchen Barsbold en 1976. En esta nueva monografía, señaló que los fragmentos de costillas en MPC-D 100/15 eran más delgados que los del holotipo, e identificó MPC-D 100/16 y MPC-D 100/17 como pertenecientes a los dígitos I y III, respectivamente. Estaba claro para Barsbold que MPC-D 100/15 representaba a Therizinosaurus, ya que el ungual en este espécimen compartía la morfología alargada y aplanada de todos los especímenes anteriores. Concluyó que Therizinosaurus era un taxón de terópodos, ya que MPC-D 100/15 coincidía con múltiples caracteres de terópodos.
También durante el año 1973, el espécimen MPC-D 100/45 fue descubierto por la Expedición Paleontológica Conjunta Soviético-Mongola en la localidad de Hermiin Tsav. A diferencia de los hallazgos anteriores, MPC-D 100/45 está representado por una extremidad posterior derecha compuesta por un fémur muy fragmentado con el extremo inferior de la tibia, astrágalo, calcáneo, tarsal IV, un pie con 4 dedos funcionales que compromete cuatro parciales metatarsianos, dígitos I y III parcialmente conservados, y dígitos II y IV casi completos. Estos restos más nuevos fueron descritos por el también paleontólogo mongol Altangerel Perle en 1982. Consideró que la referencia de Therizinosaurus y Therizinosauridae a Chelonia, orden de las tortugas, era poco probable, y planteó la hipótesis de que Therizinosaurus y Segnosaurus, considerados en el momento de esta descripción como un dinosaurio terópodo, eran particularmente similares en función de su respectiva morfología escapulocoracoide, solo diferían en la talla. Perle refirió MPC-D 100/45 a Therizinosaurus dado que este espécimen se encontró cerca de la ubicación de MPC-D 100/15 y era prácticamente similar a los pies descritos para Segnosaurus. En 1990, Barsbold y Teresa Maryanska coincidieron con Perle en que el material de las patas traseras de Hermiin Tsav que describió en 1982 era tericinosáurido, entonces llamado segnosáurido, dado que el metatarso era robusto y el astrágalo tenía un proceso ascendente arqueado lateralmente, pero arrojó dudas con su referencia a Therizinosaurus y la identidad del Segnosaurus para este taxón, ya que solo se conocía a partir de la cintura pectoral y otros elementos de las extremidades anteriores, lo que imposibilitaba las comparaciones directas entre especímenes. Consideraron que este espécimen representaba un representante del Cretácico superior de Segnosauria, pero no de Therizinosaurus.
Sin embargo, en 2010, la paleontóloga norteamericana Lindsay E. Zanno, en su gran revaluación taxonómica de Therizinosauria, consideró que la referencia de MPC-D 100/45 a Therizinosaurus probablemente se basó en la justificación de que se recolectó en el mismo contexto estratigráfico, Formación Nemegt, como holotipo, y compartió la morfología robusta y de cuatro dedos de otros terizinosáuridos como Segnosaurus. También excluyó el material de las costillas del holotipo, ya que Rozhdestvensky lo volvió a identificar como probablemente proveniente de un dinosaurio saurópodo, y no del propio Therizinosaurus.

## Clasificación

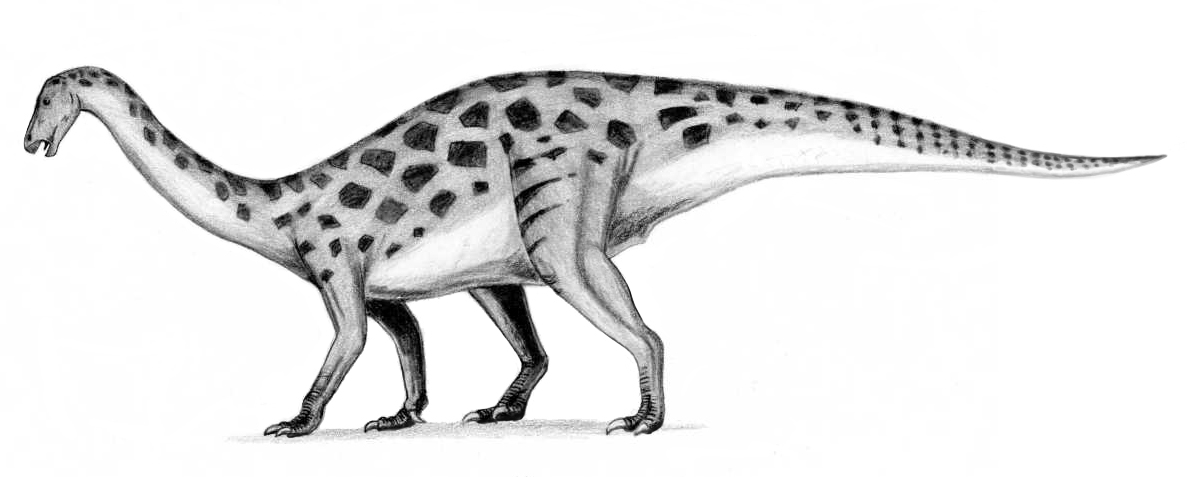
Restauración obsoleta cuadrúpeda, similar a un sauropodomorfo, de Erlikosaurus.

Maleev originalmente clasificó a Therizinosaurus como una tortuga marina gigante y el género fue asignado por él a una familia separada, Therizinosauridae dado lo enigmático que era el espécimen. Los fósiles generaron una incertidumbre entre la comunidad científica, sin embargo, en 1970 Rozhdestvensky fue uno de los primeros paleontólogos en sugerir que Therizinosaurus era en realidad un dinosaurio terópodo en lugar de una tortuga. También sugirió que las supuestas costillas del holotipo eran probablemente de un dinosaurio diferente, posiblemente un sauropodomorfo. En 1976, Barsbold concluyó que Therizinosaurus era un terópodo porque MPC-D 100/15 coincidía con numerosos caracteres de terópodos, y que Therizinosauridae y Deinocheiridae probablemente eran sinónimos. Con el descubrimiento y descripción de Segnosaurus, en 1979 Perle nombró a una nueva familia de dinosaurios, los Segnosauridae. Tentativamente colocó a la familia dentro de Theropoda dadas las similitudes de la mandíbula y la dentición con otros miembros. Un año después, el nuevo género Erlikosaurus fue nombrado por Barsbold y Perle en 1980. Nombraron un nuevo infraorden llamado Segnosauria, compuesto por Erlikosaurus y Segnosaurus. También notaron que, si bien eran aberrantes y tenían pelvis similares a las de los ornitisquios, los segnosáuridos presentaban rasgos similares a los de otros terópodos. Con el descubrimiento de la pata trasera referida a Therizinosaurus en 1982 por Perle, se concluyó que Segnosaurus era muy similar a este último con base en la morfología y que posiblemente pertenecían a un único y mismo grupo. En 1983, Barsbold nombró un nuevo género de segnosáurido, Enigmosaurus. Analizó la pelvis del nuevo género y señaló que los segnosáuridos eran tan diferentes de otros terópodos que podrían estar fuera del grupo o representar un linaje diferente de dinosaurios terópodos. Más tarde, ese mismo año, intensificó la exclusión de los segnosaurios de ser terópodos al señalar que sus pieles se parecían a las de los dinosaurios saurópodos.

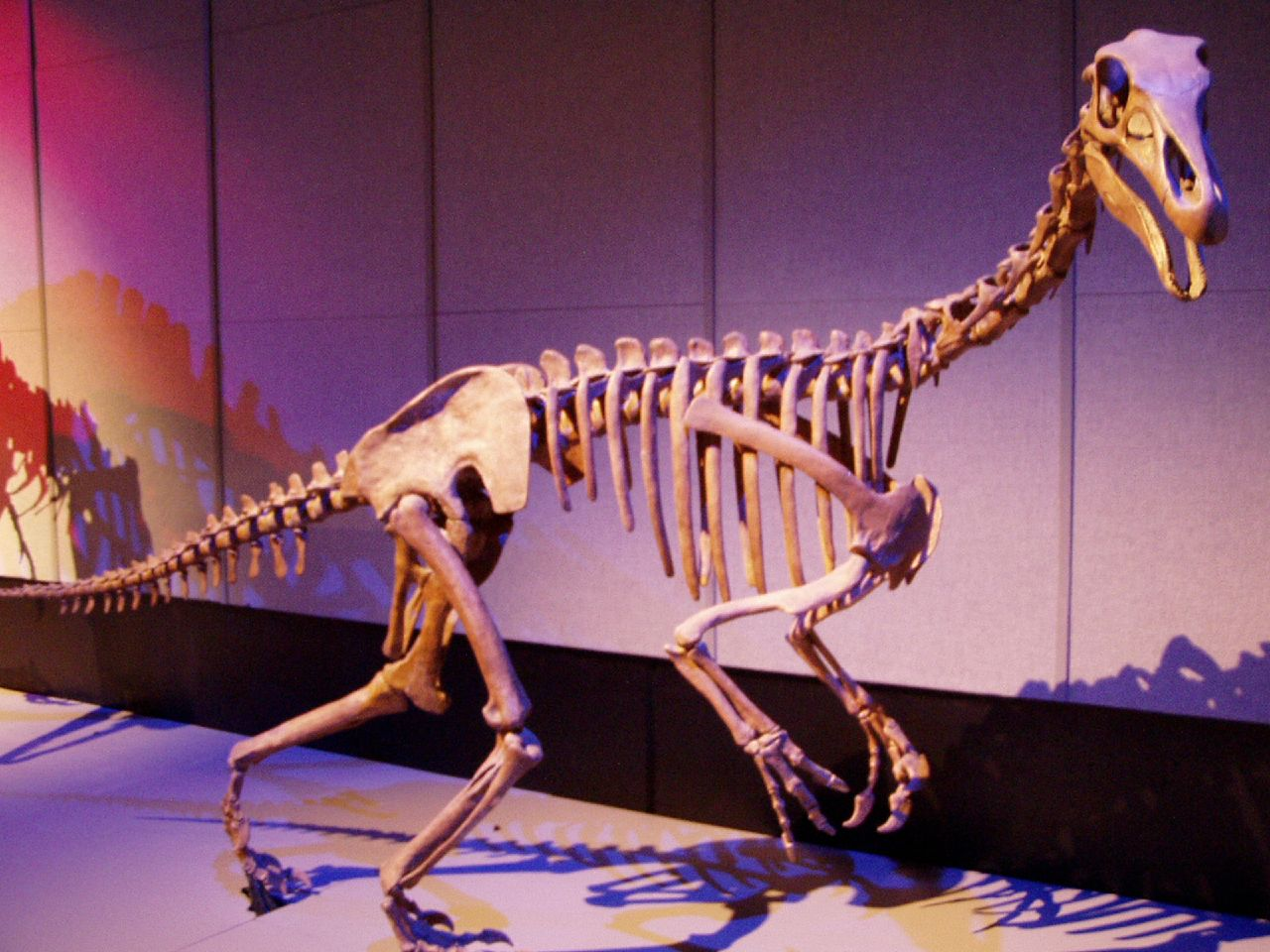
Esqueleto montado de Alxasaurus en el Museo Royal Tyrrell. Alxasaurus ayudó a resolver aspectos importantes sobre las afinidades de los terizinosaurios largamente enigmáticos.

En consecuencia, la asignación de los segnosáuridos comenzó a cambiar hacia los sauropodomorfos. En 1984, Gregory S. Paul afirmó que los segnosáuridos, en lugar de ser terópodos, eran de hecho sauropodomorfos que lograron permanecer en el período Cretácico. Basó la idea en rasgos anatómicos como el cráneo y una configuración similar. Mantuvo su posición en 1988 al colocar el Segnosauria en el ahora obsoleto Phytodinosauria y fue uno de los primeros en sugerir una asignación de segnosáurido para el enigmático Therizinosaurus. Otros destacados paleontólogos como Jacques Gauthier o Paul Sereno apoyaron esta visión. En 1990, Barsbold y Teresa Maryanska coincidieron en que el material de las patas traseras de Hermiin Tsav referido a Therizinosaurus en 1982 era de un segnosáurido, ya que coincidía con varios rasgos, pero consideraron que era poco probable que perteneciera al género y la especie, ya que no había material superpuesto entre ellos. especímenes Barsbold y Maryanska tampoco estuvieron de acuerdo con investigadores anteriores que clasificaron a Deinocheirus como un segnosáurido. En el mismo año, David B. Norman consideró a Therizinosaurus como un terópodo de clasificación incierta.

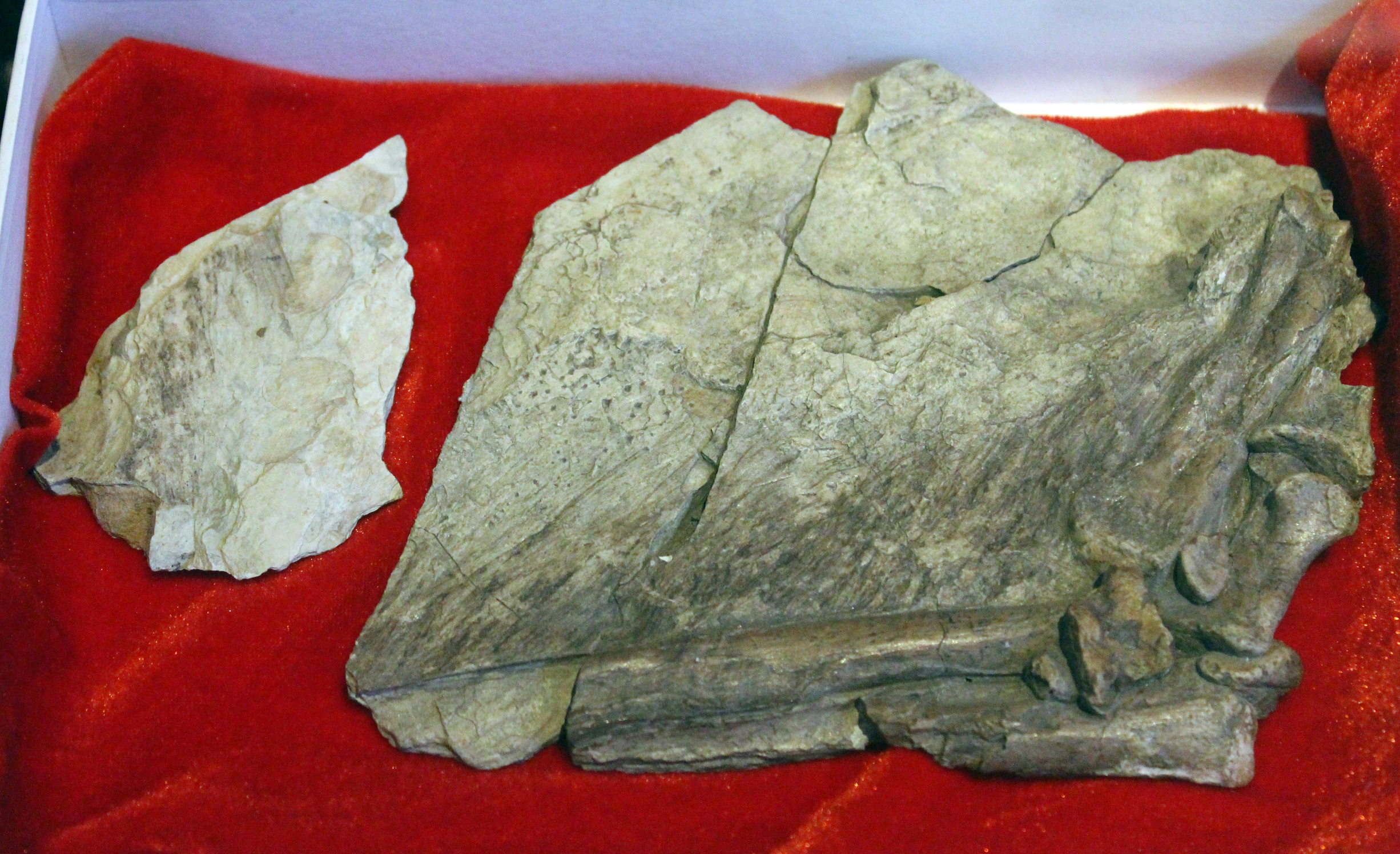
Impresiones de plumas del holotipo de Beipiaosaurus.

Sin embargo, con el descubrimiento y descripción de Alxasaurus en 1993, los paleontólogos Dale Russell y Dong Zhiming cuestionaron las afinidades sauropodomorfas ampliamente aceptadas de los segnosáuridos. Este nuevo género era mucho más completo que cualquier otro segnosáurido y múltiples características anatómicas indicaban que estaba relacionado con Therizinosaurus. Con esto, identificaron a Therizinosauridae junto con Segnosauridae como el mismo grupo, teniendo el primero prioridad taxonómica. Debido a algunos caracteres primitivos presentes en Alxasaurus acuñaron un nuevo rango taxonómico, Therizinosauroidea, que contiene el nuevo taxón y Therizinosauridae. Toda la nueva información proporcionó datos sobre las afinidades de los tericinosauroides con nuevo nombre. Russell y Dong concluyeron que eran terópodos con características inusuales. En 1994, Clark y sus colegas redescribieron el cráneo muy completo de Erlikosaurus y esta vez se encontraron aún más rasgos de terópodos. También validaron la sinonimia de Segnosauridae con Therizinosauridae y consideraron a los terizinosauroides como dinosaurios maniraptoranos. En 1997, Rusell acuñó el infraorden Therizinosauria para contener a todos los segnosáuridos. Este nuevo infraorden estaba compuesto por Therizinosauroidea y los más avanzados Therizinosauridae. En consecuencia, Segnosauria se convirtió en sinónimo de Therizinosauria. Aunque quedaban algunas incertidumbres, en 1999 Xu Xing y sus colegas describieron un terizinosaurioide pequeño y emplumado de China, el nuevo género Beipiaosaurus. Esto confirmó la ubicación de los terizinosaurianos entre los terópodos y también su lugar taxonómico en Coelurosauria. El descubrimiento también indicó que las plumas estaban muy distribuidas entre los dinosaurios terópodos.
En 2010, Lindsay Zanno revisó la taxonomía de los terizinosaurianos con gran detalle. Descubrió que muchas partes del holotipo de Therizinosaurus y los especímenes referidos se habían perdido o dañado, y los especímenes dispersos sin elementos superpuestos eran desventajas al concluir las relaciones de los miembros. Zanno aceptó la referencia del espécimen IGM 100/45 a Therizinosaurus, ya que coincide con múltiples rasgos de terizinosáurido, pero decidió no incluir el espécimen en su análisis taxonómico debido a la falta de restos comparativos de extremidades anteriores. También excluyó las supuestas costillas que estaban presentes en el holotipo, ya que probablemente provenían de un animal diferente y no de Therizinosaurus. En 2019, Hartman y sus colegas también realizaron un gran análisis filogenético de Therizinosauria basado en los caracteres proporcionados por Zanno en su revisión. Encontraron resultados similares a Zanno con respecto a la familia Therizinosauridae, pero esta vez con la inclusión de más taxones y especímenes.

### Filogenia
El cladograma a continuación muestra la ubicación de Therizinosaurus dentro de Therizinosauria según Hartman y sus colegas en 2019.

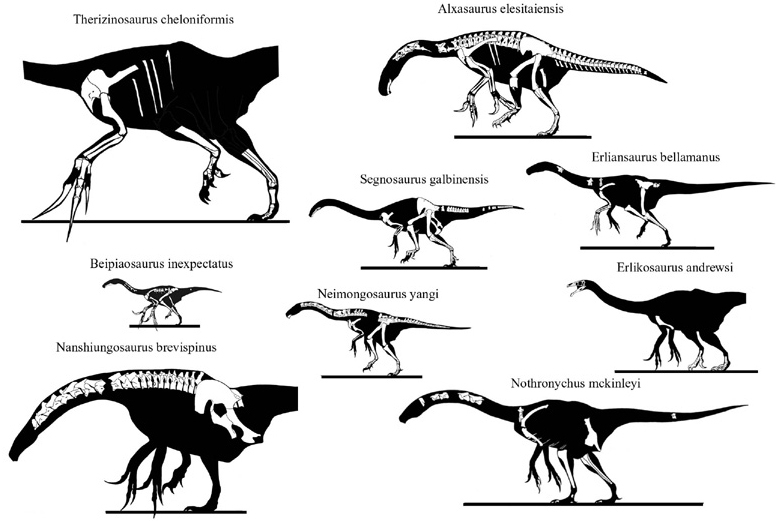
Reconstrucciones esqueléticas de varios géneros de terizinosáuridos, no a escala, Therizinosaurus en la parte superior izquierda

|         | Neimongosaurus                                                   |
|         |                                                                  |
| unnamed | \| \| Therizinosaurus \| \| \| \| \| \| Erliansaurus \| \| \| \| |
|         | \| \| Therizinosaurus \| \| \| \| \| \| Erliansaurus \| \| \| \| |
|         | Therizinosaurus                                                  |
|         |                                                                  |
|         | Erliansaurus                                                     |
|         |                                                                  |

|  | Therizinosaurus |
|  |                 |
|  | Erliansaurus    |
|  |                 |

|         | Neimongosaurus                                                   |
|         |                                                                  |
| unnamed | \| \| Therizinosaurus \| \| \| \| \| \| Erliansaurus \| \| \| \| |
|         | \| \| Therizinosaurus \| \| \| \| \| \| Erliansaurus \| \| \| \| |
|         | Therizinosaurus                                                  |
|         |                                                                  |
|         | Erliansaurus                                                     |
|         |                                                                  |

|  | Therizinosaurus |
|  |                 |
|  | Erliansaurus    |
|  |                 |

|  | Segnosaurus |
|  |             |
|  | AMNH 6368   |
|  |             |

|         | Erlikosaurus                                                                         |
|         |                                                                                      |
| unnamed | \| \| "Nanshiungosaurus" bohlini \| \| \| \| \| \| Nothronychus graffami \| \| \| \| |
|         | \| \| "Nanshiungosaurus" bohlini \| \| \| \| \| \| Nothronychus graffami \| \| \| \| |
|         | "Nanshiungosaurus" bohlini                                                           |
|         |                                                                                      |
|         | Nothronychus graffami                                                                |
|         |                                                                                      |

|  | "Nanshiungosaurus" bohlini |
|  |                            |
|  | Nothronychus graffami      |
|  |                            |

|         | Erlikosaurus                                                                         |
|         |                                                                                      |
| unnamed | \| \| "Nanshiungosaurus" bohlini \| \| \| \| \| \| Nothronychus graffami \| \| \| \| |
|         | \| \| "Nanshiungosaurus" bohlini \| \| \| \| \| \| Nothronychus graffami \| \| \| \| |
|         | "Nanshiungosaurus" bohlini                                                           |
|         |                                                                                      |
|         | Nothronychus graffami                                                                |
|         |                                                                                      |

|  | "Nanshiungosaurus" bohlini |
|  |                            |
|  | Nothronychus graffami      |
|  |                            |

|         | Erlikosaurus                                                                         |
|         |                                                                                      |
| unnamed | \| \| "Nanshiungosaurus" bohlini \| \| \| \| \| \| Nothronychus graffami \| \| \| \| |
|         | \| \| "Nanshiungosaurus" bohlini \| \| \| \| \| \| Nothronychus graffami \| \| \| \| |
|         | "Nanshiungosaurus" bohlini                                                           |
|         |                                                                                      |
|         | Nothronychus graffami                                                                |
|         |                                                                                      |

|  | "Nanshiungosaurus" bohlini |
|  |                            |
|  | Nothronychus graffami      |
|  |                            |

|         | Erlikosaurus                                                                         |
|         |                                                                                      |
| unnamed | \| \| "Nanshiungosaurus" bohlini \| \| \| \| \| \| Nothronychus graffami \| \| \| \| |
|         | \| \| "Nanshiungosaurus" bohlini \| \| \| \| \| \| Nothronychus graffami \| \| \| \| |
|         | "Nanshiungosaurus" bohlini                                                           |
|         |                                                                                      |
|         | Nothronychus graffami                                                                |
|         |                                                                                      |

|  | "Nanshiungosaurus" bohlini |
|  |                            |
|  | Nothronychus graffami      |
|  |                            |

|  | Segnosaurus |
|  |             |
|  | AMNH 6368   |
|  |             |

|         | Erlikosaurus                                                                         |
|         |                                                                                      |
| unnamed | \| \| "Nanshiungosaurus" bohlini \| \| \| \| \| \| Nothronychus graffami \| \| \| \| |
|         | \| \| "Nanshiungosaurus" bohlini \| \| \| \| \| \| Nothronychus graffami \| \| \| \| |
|         | "Nanshiungosaurus" bohlini                                                           |
|         |                                                                                      |
|         | Nothronychus graffami                                                                |
|         |                                                                                      |

|  | "Nanshiungosaurus" bohlini |
|  |                            |
|  | Nothronychus graffami      |
|  |                            |

|         | Erlikosaurus                                                                         |
|         |                                                                                      |
| unnamed | \| \| "Nanshiungosaurus" bohlini \| \| \| \| \| \| Nothronychus graffami \| \| \| \| |
|         | \| \| "Nanshiungosaurus" bohlini \| \| \| \| \| \| Nothronychus graffami \| \| \| \| |
|         | "Nanshiungosaurus" bohlini                                                           |
|         |                                                                                      |
|         | Nothronychus graffami                                                                |
|         |                                                                                      |

|  | "Nanshiungosaurus" bohlini |
|  |                            |
|  | Nothronychus graffami      |
|  |                            |

|         | Erlikosaurus                                                                         |
|         |                                                                                      |
| unnamed | \| \| "Nanshiungosaurus" bohlini \| \| \| \| \| \| Nothronychus graffami \| \| \| \| |
|         | \| \| "Nanshiungosaurus" bohlini \| \| \| \| \| \| Nothronychus graffami \| \| \| \| |
|         | "Nanshiungosaurus" bohlini                                                           |
|         |                                                                                      |
|         | Nothronychus graffami                                                                |
|         |                                                                                      |

|  | "Nanshiungosaurus" bohlini |
|  |                            |
|  | Nothronychus graffami      |
|  |                            |

|         | Erlikosaurus                                                                         |
|         |                                                                                      |
| unnamed | \| \| "Nanshiungosaurus" bohlini \| \| \| \| \| \| Nothronychus graffami \| \| \| \| |
|         | \| \| "Nanshiungosaurus" bohlini \| \| \| \| \| \| Nothronychus graffami \| \| \| \| |
|         | "Nanshiungosaurus" bohlini                                                           |
|         |                                                                                      |
|         | Nothronychus graffami                                                                |
|         |                                                                                      |

|  | "Nanshiungosaurus" bohlini |
|  |                            |
|  | Nothronychus graffami      |
|  |                            |

|  | Segnosaurus |
|  |             |
|  | AMNH 6368   |
|  |             |

|         | Erlikosaurus                                                                         |
|         |                                                                                      |
| unnamed | \| \| "Nanshiungosaurus" bohlini \| \| \| \| \| \| Nothronychus graffami \| \| \| \| |
|         | \| \| "Nanshiungosaurus" bohlini \| \| \| \| \| \| Nothronychus graffami \| \| \| \| |
|         | "Nanshiungosaurus" bohlini                                                           |
|         |                                                                                      |
|         | Nothronychus graffami                                                                |
|         |                                                                                      |

|  | "Nanshiungosaurus" bohlini |
|  |                            |
|  | Nothronychus graffami      |
|  |                            |

|         | Erlikosaurus                                                                         |
|         |                                                                                      |
| unnamed | \| \| "Nanshiungosaurus" bohlini \| \| \| \| \| \| Nothronychus graffami \| \| \| \| |
|         | \| \| "Nanshiungosaurus" bohlini \| \| \| \| \| \| Nothronychus graffami \| \| \| \| |
|         | "Nanshiungosaurus" bohlini                                                           |
|         |                                                                                      |
|         | Nothronychus graffami                                                                |
|         |                                                                                      |

|  | "Nanshiungosaurus" bohlini |
|  |                            |
|  | Nothronychus graffami      |
|  |                            |

|         | Erlikosaurus                                                                         |
|         |                                                                                      |
| unnamed | \| \| "Nanshiungosaurus" bohlini \| \| \| \| \| \| Nothronychus graffami \| \| \| \| |
|         | \| \| "Nanshiungosaurus" bohlini \| \| \| \| \| \| Nothronychus graffami \| \| \| \| |
|         | "Nanshiungosaurus" bohlini                                                           |
|         |                                                                                      |
|         | Nothronychus graffami                                                                |
|         |                                                                                      |

|  | "Nanshiungosaurus" bohlini |
|  |                            |
|  | Nothronychus graffami      |
|  |                            |

|         | Erlikosaurus                                                                         |
|         |                                                                                      |
| unnamed | \| \| "Nanshiungosaurus" bohlini \| \| \| \| \| \| Nothronychus graffami \| \| \| \| |
|         | \| \| "Nanshiungosaurus" bohlini \| \| \| \| \| \| Nothronychus graffami \| \| \| \| |
|         | "Nanshiungosaurus" bohlini                                                           |
|         |                                                                                      |
|         | Nothronychus graffami                                                                |
|         |                                                                                      |

|  | "Nanshiungosaurus" bohlini |
|  |                            |
|  | Nothronychus graffami      |
|  |                            |

|  | Segnosaurus |
|  |             |
|  | AMNH 6368   |
|  |             |

|         | Erlikosaurus                                                                         |
|         |                                                                                      |
| unnamed | \| \| "Nanshiungosaurus" bohlini \| \| \| \| \| \| Nothronychus graffami \| \| \| \| |
|         | \| \| "Nanshiungosaurus" bohlini \| \| \| \| \| \| Nothronychus graffami \| \| \| \| |
|         | "Nanshiungosaurus" bohlini                                                           |
|         |                                                                                      |
|         | Nothronychus graffami                                                                |
|         |                                                                                      |

|  | "Nanshiungosaurus" bohlini |
|  |                            |
|  | Nothronychus graffami      |
|  |                            |

|         | Erlikosaurus                                                                         |
|         |                                                                                      |
| unnamed | \| \| "Nanshiungosaurus" bohlini \| \| \| \| \| \| Nothronychus graffami \| \| \| \| |
|         | \| \| "Nanshiungosaurus" bohlini \| \| \| \| \| \| Nothronychus graffami \| \| \| \| |
|         | "Nanshiungosaurus" bohlini                                                           |
|         |                                                                                      |
|         | Nothronychus graffami                                                                |
|         |                                                                                      |

|  | "Nanshiungosaurus" bohlini |
|  |                            |
|  | Nothronychus graffami      |
|  |                            |

|         | Erlikosaurus                                                                         |
|         |                                                                                      |
| unnamed | \| \| "Nanshiungosaurus" bohlini \| \| \| \| \| \| Nothronychus graffami \| \| \| \| |
|         | \| \| "Nanshiungosaurus" bohlini \| \| \| \| \| \| Nothronychus graffami \| \| \| \| |
|         | "Nanshiungosaurus" bohlini                                                           |
|         |                                                                                      |
|         | Nothronychus graffami                                                                |
|         |                                                                                      |

|  | "Nanshiungosaurus" bohlini |
|  |                            |
|  | Nothronychus graffami      |
|  |                            |

|         | Erlikosaurus                                                                         |
|         |                                                                                      |
| unnamed | \| \| "Nanshiungosaurus" bohlini \| \| \| \| \| \| Nothronychus graffami \| \| \| \| |
|         | \| \| "Nanshiungosaurus" bohlini \| \| \| \| \| \| Nothronychus graffami \| \| \| \| |
|         | "Nanshiungosaurus" bohlini                                                           |
|         |                                                                                      |
|         | Nothronychus graffami                                                                |
|         |                                                                                      |

|  | "Nanshiungosaurus" bohlini |
|  |                            |
|  | Nothronychus graffami      |
|  |                            |

|  | Segnosaurus |
|  |             |
|  | AMNH 6368   |
|  |             |

|         | Erlikosaurus                                                                         |
|         |                                                                                      |
| unnamed | \| \| "Nanshiungosaurus" bohlini \| \| \| \| \| \| Nothronychus graffami \| \| \| \| |
|         | \| \| "Nanshiungosaurus" bohlini \| \| \| \| \| \| Nothronychus graffami \| \| \| \| |
|         | "Nanshiungosaurus" bohlini                                                           |
|         |                                                                                      |
|         | Nothronychus graffami                                                                |
|         |                                                                                      |

|  | "Nanshiungosaurus" bohlini |
|  |                            |
|  | Nothronychus graffami      |
|  |                            |

|         | Erlikosaurus                                                                         |
|         |                                                                                      |
| unnamed | \| \| "Nanshiungosaurus" bohlini \| \| \| \| \| \| Nothronychus graffami \| \| \| \| |
|         | \| \| "Nanshiungosaurus" bohlini \| \| \| \| \| \| Nothronychus graffami \| \| \| \| |
|         | "Nanshiungosaurus" bohlini                                                           |
|         |                                                                                      |
|         | Nothronychus graffami                                                                |
|         |                                                                                      |

|  | "Nanshiungosaurus" bohlini |
|  |                            |
|  | Nothronychus graffami      |
|  |                            |

|         | Erlikosaurus                                                                         |
|         |                                                                                      |
| unnamed | \| \| "Nanshiungosaurus" bohlini \| \| \| \| \| \| Nothronychus graffami \| \| \| \| |
|         | \| \| "Nanshiungosaurus" bohlini \| \| \| \| \| \| Nothronychus graffami \| \| \| \| |
|         | "Nanshiungosaurus" bohlini                                                           |
|         |                                                                                      |
|         | Nothronychus graffami                                                                |
|         |                                                                                      |

|  | "Nanshiungosaurus" bohlini |
|  |                            |
|  | Nothronychus graffami      |
|  |                            |

|         | Erlikosaurus                                                                         |
|         |                                                                                      |
| unnamed | \| \| "Nanshiungosaurus" bohlini \| \| \| \| \| \| Nothronychus graffami \| \| \| \| |
|         | \| \| "Nanshiungosaurus" bohlini \| \| \| \| \| \| Nothronychus graffami \| \| \| \| |
|         | "Nanshiungosaurus" bohlini                                                           |
|         |                                                                                      |
|         | Nothronychus graffami                                                                |
|         |                                                                                      |

|  | "Nanshiungosaurus" bohlini |
|  |                            |
|  | Nothronychus graffami      |
|  |                            |

|  | Segnosaurus |
|  |             |
|  | AMNH 6368   |
|  |             |

|         | Erlikosaurus                                                                         |
|         |                                                                                      |
| unnamed | \| \| "Nanshiungosaurus" bohlini \| \| \| \| \| \| Nothronychus graffami \| \| \| \| |
|         | \| \| "Nanshiungosaurus" bohlini \| \| \| \| \| \| Nothronychus graffami \| \| \| \| |
|         | "Nanshiungosaurus" bohlini                                                           |
|         |                                                                                      |
|         | Nothronychus graffami                                                                |
|         |                                                                                      |

|  | "Nanshiungosaurus" bohlini |
|  |                            |
|  | Nothronychus graffami      |
|  |                            |

|         | Erlikosaurus                                                                         |
|         |                                                                                      |
| unnamed | \| \| "Nanshiungosaurus" bohlini \| \| \| \| \| \| Nothronychus graffami \| \| \| \| |
|         | \| \| "Nanshiungosaurus" bohlini \| \| \| \| \| \| Nothronychus graffami \| \| \| \| |
|         | "Nanshiungosaurus" bohlini                                                           |
|         |                                                                                      |
|         | Nothronychus graffami                                                                |
|         |                                                                                      |

|  | "Nanshiungosaurus" bohlini |
|  |                            |
|  | Nothronychus graffami      |
|  |                            |

|         | Erlikosaurus                                                                         |
|         |                                                                                      |
| unnamed | \| \| "Nanshiungosaurus" bohlini \| \| \| \| \| \| Nothronychus graffami \| \| \| \| |
|         | \| \| "Nanshiungosaurus" bohlini \| \| \| \| \| \| Nothronychus graffami \| \| \| \| |
|         | "Nanshiungosaurus" bohlini                                                           |
|         |                                                                                      |
|         | Nothronychus graffami                                                                |
|         |                                                                                      |

|  | "Nanshiungosaurus" bohlini |
|  |                            |
|  | Nothronychus graffami      |
|  |                            |

|         | Erlikosaurus                                                                         |
|         |                                                                                      |
| unnamed | \| \| "Nanshiungosaurus" bohlini \| \| \| \| \| \| Nothronychus graffami \| \| \| \| |
|         | \| \| "Nanshiungosaurus" bohlini \| \| \| \| \| \| Nothronychus graffami \| \| \| \| |
|         | "Nanshiungosaurus" bohlini                                                           |
|         |                                                                                      |
|         | Nothronychus graffami                                                                |
|         |                                                                                      |

|  | "Nanshiungosaurus" bohlini |
|  |                            |
|  | Nothronychus graffami      |
|  |                            |

|  | Segnosaurus |
|  |             |
|  | AMNH 6368   |
|  |             |

|         | Erlikosaurus                                                                         |
|         |                                                                                      |
| unnamed | \| \| "Nanshiungosaurus" bohlini \| \| \| \| \| \| Nothronychus graffami \| \| \| \| |
|         | \| \| "Nanshiungosaurus" bohlini \| \| \| \| \| \| Nothronychus graffami \| \| \| \| |
|         | "Nanshiungosaurus" bohlini                                                           |
|         |                                                                                      |
|         | Nothronychus graffami                                                                |
|         |                                                                                      |

|  | "Nanshiungosaurus" bohlini |
|  |                            |
|  | Nothronychus graffami      |
|  |                            |

|         | Erlikosaurus                                                                         |
|         |                                                                                      |
| unnamed | \| \| "Nanshiungosaurus" bohlini \| \| \| \| \| \| Nothronychus graffami \| \| \| \| |
|         | \| \| "Nanshiungosaurus" bohlini \| \| \| \| \| \| Nothronychus graffami \| \| \| \| |
|         | "Nanshiungosaurus" bohlini                                                           |
|         |                                                                                      |
|         | Nothronychus graffami                                                                |
|         |                                                                                      |

|  | "Nanshiungosaurus" bohlini |
|  |                            |
|  | Nothronychus graffami      |
|  |                            |

|         | Erlikosaurus                                                                         |
|         |                                                                                      |
| unnamed | \| \| "Nanshiungosaurus" bohlini \| \| \| \| \| \| Nothronychus graffami \| \| \| \| |
|         | \| \| "Nanshiungosaurus" bohlini \| \| \| \| \| \| Nothronychus graffami \| \| \| \| |
|         | "Nanshiungosaurus" bohlini                                                           |
|         |                                                                                      |
|         | Nothronychus graffami                                                                |
|         |                                                                                      |

|  | "Nanshiungosaurus" bohlini |
|  |                            |
|  | Nothronychus graffami      |
|  |                            |

|         | Erlikosaurus                                                                         |
|         |                                                                                      |
| unnamed | \| \| "Nanshiungosaurus" bohlini \| \| \| \| \| \| Nothronychus graffami \| \| \| \| |
|         | \| \| "Nanshiungosaurus" bohlini \| \| \| \| \| \| Nothronychus graffami \| \| \| \| |
|         | "Nanshiungosaurus" bohlini                                                           |
|         |                                                                                      |
|         | Nothronychus graffami                                                                |
|         |                                                                                      |

|  | "Nanshiungosaurus" bohlini |
|  |                            |
|  | Nothronychus graffami      |
|  |                            |

|  | Segnosaurus |
|  |             |
|  | AMNH 6368   |
|  |             |

|         | Erlikosaurus                                                                         |
|         |                                                                                      |
| unnamed | \| \| "Nanshiungosaurus" bohlini \| \| \| \| \| \| Nothronychus graffami \| \| \| \| |
|         | \| \| "Nanshiungosaurus" bohlini \| \| \| \| \| \| Nothronychus graffami \| \| \| \| |
|         | "Nanshiungosaurus" bohlini                                                           |
|         |                                                                                      |
|         | Nothronychus graffami                                                                |
|         |                                                                                      |

|  | "Nanshiungosaurus" bohlini |
|  |                            |
|  | Nothronychus graffami      |
|  |                            |

|         | Erlikosaurus                                                                         |
|         |                                                                                      |
| unnamed | \| \| "Nanshiungosaurus" bohlini \| \| \| \| \| \| Nothronychus graffami \| \| \| \| |
|         | \| \| "Nanshiungosaurus" bohlini \| \| \| \| \| \| Nothronychus graffami \| \| \| \| |
|         | "Nanshiungosaurus" bohlini                                                           |
|         |                                                                                      |
|         | Nothronychus graffami                                                                |
|         |                                                                                      |

|  | "Nanshiungosaurus" bohlini |
|  |                            |
|  | Nothronychus graffami      |
|  |                            |

|         | Erlikosaurus                                                                         |
|         |                                                                                      |
| unnamed | \| \| "Nanshiungosaurus" bohlini \| \| \| \| \| \| Nothronychus graffami \| \| \| \| |
|         | \| \| "Nanshiungosaurus" bohlini \| \| \| \| \| \| Nothronychus graffami \| \| \| \| |
|         | "Nanshiungosaurus" bohlini                                                           |
|         |                                                                                      |
|         | Nothronychus graffami                                                                |
|         |                                                                                      |

|  | "Nanshiungosaurus" bohlini |
|  |                            |
|  | Nothronychus graffami      |
|  |                            |

|         | Erlikosaurus                                                                         |
|         |                                                                                      |
| unnamed | \| \| "Nanshiungosaurus" bohlini \| \| \| \| \| \| Nothronychus graffami \| \| \| \| |
|         | \| \| "Nanshiungosaurus" bohlini \| \| \| \| \| \| Nothronychus graffami \| \| \| \| |
|         | "Nanshiungosaurus" bohlini                                                           |
|         |                                                                                      |
|         | Nothronychus graffami                                                                |
|         |                                                                                      |

|  | "Nanshiungosaurus" bohlini |
|  |                            |
|  | Nothronychus graffami      |
|  |                            |

|         | Neimongosaurus                                                   |
|         |                                                                  |
| unnamed | \| \| Therizinosaurus \| \| \| \| \| \| Erliansaurus \| \| \| \| |
|         | \| \| Therizinosaurus \| \| \| \| \| \| Erliansaurus \| \| \| \| |
|         | Therizinosaurus                                                  |
|         |                                                                  |
|         | Erliansaurus                                                     |
|         |                                                                  |

|  | Therizinosaurus |
|  |                 |
|  | Erliansaurus    |
|  |                 |

|         | Neimongosaurus                                                   |
|         |                                                                  |
| unnamed | \| \| Therizinosaurus \| \| \| \| \| \| Erliansaurus \| \| \| \| |
|         | \| \| Therizinosaurus \| \| \| \| \| \| Erliansaurus \| \| \| \| |
|         | Therizinosaurus                                                  |
|         |                                                                  |
|         | Erliansaurus                                                     |
|         |                                                                  |

|  | Therizinosaurus |
|  |                 |
|  | Erliansaurus    |
|  |                 |

|  | Segnosaurus |
|  |             |
|  | AMNH 6368   |
|  |             |

|         | Erlikosaurus                                                                         |
|         |                                                                                      |
| unnamed | \| \| "Nanshiungosaurus" bohlini \| \| \| \| \| \| Nothronychus graffami \| \| \| \| |
|         | \| \| "Nanshiungosaurus" bohlini \| \| \| \| \| \| Nothronychus graffami \| \| \| \| |
|         | "Nanshiungosaurus" bohlini                                                           |
|         |                                                                                      |
|         | Nothronychus graffami                                                                |
|         |                                                                                      |

|  | "Nanshiungosaurus" bohlini |
|  |                            |
|  | Nothronychus graffami      |
|  |                            |

|         | Erlikosaurus                                                                         |
|         |                                                                                      |
| unnamed | \| \| "Nanshiungosaurus" bohlini \| \| \| \| \| \| Nothronychus graffami \| \| \| \| |
|         | \| \| "Nanshiungosaurus" bohlini \| \| \| \| \| \| Nothronychus graffami \| \| \| \| |
|         | "Nanshiungosaurus" bohlini                                                           |
|         |                                                                                      |
|         | Nothronychus graffami                                                                |
|         |                                                                                      |

|  | "Nanshiungosaurus" bohlini |
|  |                            |
|  | Nothronychus graffami      |
|  |                            |

|         | Erlikosaurus                                                                         |
|         |                                                                                      |
| unnamed | \| \| "Nanshiungosaurus" bohlini \| \| \| \| \| \| Nothronychus graffami \| \| \| \| |
|         | \| \| "Nanshiungosaurus" bohlini \| \| \| \| \| \| Nothronychus graffami \| \| \| \| |
|         | "Nanshiungosaurus" bohlini                                                           |
|         |                                                                                      |
|         | Nothronychus graffami                                                                |
|         |                                                                                      |

|  | "Nanshiungosaurus" bohlini |
|  |                            |
|  | Nothronychus graffami      |
|  |                            |

|         | Erlikosaurus                                                                         |
|         |                                                                                      |
| unnamed | \| \| "Nanshiungosaurus" bohlini \| \| \| \| \| \| Nothronychus graffami \| \| \| \| |
|         | \| \| "Nanshiungosaurus" bohlini \| \| \| \| \| \| Nothronychus graffami \| \| \| \| |
|         | "Nanshiungosaurus" bohlini                                                           |
|         |                                                                                      |
|         | Nothronychus graffami                                                                |
|         |                                                                                      |

|  | "Nanshiungosaurus" bohlini |
|  |                            |
|  | Nothronychus graffami      |
|  |                            |

|  | Segnosaurus |
|  |             |
|  | AMNH 6368   |
|  |             |

|         | Erlikosaurus                                                                         |
|         |                                                                                      |
| unnamed | \| \| "Nanshiungosaurus" bohlini \| \| \| \| \| \| Nothronychus graffami \| \| \| \| |
|         | \| \| "Nanshiungosaurus" bohlini \| \| \| \| \| \| Nothronychus graffami \| \| \| \| |
|         | "Nanshiungosaurus" bohlini                                                           |
|         |                                                                                      |
|         | Nothronychus graffami                                                                |
|         |                                                                                      |

|  | "Nanshiungosaurus" bohlini |
|  |                            |
|  | Nothronychus graffami      |
|  |                            |

|         | Erlikosaurus                                                                         |
|         |                                                                                      |
| unnamed | \| \| "Nanshiungosaurus" bohlini \| \| \| \| \| \| Nothronychus graffami \| \| \| \| |
|         | \| \| "Nanshiungosaurus" bohlini \| \| \| \| \| \| Nothronychus graffami \| \| \| \| |
|         | "Nanshiungosaurus" bohlini                                                           |
|         |                                                                                      |
|         | Nothronychus graffami                                                                |
|         |                                                                                      |

|  | "Nanshiungosaurus" bohlini |
|  |                            |
|  | Nothronychus graffami      |
|  |                            |

|         | Erlikosaurus                                                                         |
|         |                                                                                      |
| unnamed | \| \| "Nanshiungosaurus" bohlini \| \| \| \| \| \| Nothronychus graffami \| \| \| \| |
|         | \| \| "Nanshiungosaurus" bohlini \| \| \| \| \| \| Nothronychus graffami \| \| \| \| |
|         | "Nanshiungosaurus" bohlini                                                           |
|         |                                                                                      |
|         | Nothronychus graffami                                                                |
|         |                                                                                      |

|  | "Nanshiungosaurus" bohlini |
|  |                            |
|  | Nothronychus graffami      |
|  |                            |

|         | Erlikosaurus                                                                         |
|         |                                                                                      |
| unnamed | \| \| "Nanshiungosaurus" bohlini \| \| \| \| \| \| Nothronychus graffami \| \| \| \| |
|         | \| \| "Nanshiungosaurus" bohlini \| \| \| \| \| \| Nothronychus graffami \| \| \| \| |
|         | "Nanshiungosaurus" bohlini                                                           |
|         |                                                                                      |
|         | Nothronychus graffami                                                                |
|         |                                                                                      |

|  | "Nanshiungosaurus" bohlini |
|  |                            |
|  | Nothronychus graffami      |
|  |                            |

|  | Segnosaurus |
|  |             |
|  | AMNH 6368   |
|  |             |

|         | Erlikosaurus                                                                         |
|         |                                                                                      |
| unnamed | \| \| "Nanshiungosaurus" bohlini \| \| \| \| \| \| Nothronychus graffami \| \| \| \| |
|         | \| \| "Nanshiungosaurus" bohlini \| \| \| \| \| \| Nothronychus graffami \| \| \| \| |
|         | "Nanshiungosaurus" bohlini                                                           |
|         |                                                                                      |
|         | Nothronychus graffami                                                                |
|         |                                                                                      |

|  | "Nanshiungosaurus" bohlini |
|  |                            |
|  | Nothronychus graffami      |
|  |                            |

|         | Erlikosaurus                                                                         |
|         |                                                                                      |
| unnamed | \| \| "Nanshiungosaurus" bohlini \| \| \| \| \| \| Nothronychus graffami \| \| \| \| |
|         | \| \| "Nanshiungosaurus" bohlini \| \| \| \| \| \| Nothronychus graffami \| \| \| \| |
|         | "Nanshiungosaurus" bohlini                                                           |
|         |                                                                                      |
|         | Nothronychus graffami                                                                |
|         |                                                                                      |

|  | "Nanshiungosaurus" bohlini |
|  |                            |
|  | Nothronychus graffami      |
|  |                            |

|         | Erlikosaurus                                                                         |
|         |                                                                                      |
| unnamed | \| \| "Nanshiungosaurus" bohlini \| \| \| \| \| \| Nothronychus graffami \| \| \| \| |
|         | \| \| "Nanshiungosaurus" bohlini \| \| \| \| \| \| Nothronychus graffami \| \| \| \| |
|         | "Nanshiungosaurus" bohlini                                                           |
|         |                                                                                      |
|         | Nothronychus graffami                                                                |
|         |                                                                                      |

|  | "Nanshiungosaurus" bohlini |
|  |                            |
|  | Nothronychus graffami      |
|  |                            |

|         | Erlikosaurus                                                                         |
|         |                                                                                      |
| unnamed | \| \| "Nanshiungosaurus" bohlini \| \| \| \| \| \| Nothronychus graffami \| \| \| \| |
|         | \| \| "Nanshiungosaurus" bohlini \| \| \| \| \| \| Nothronychus graffami \| \| \| \| |
|         | "Nanshiungosaurus" bohlini                                                           |
|         |                                                                                      |
|         | Nothronychus graffami                                                                |
|         |                                                                                      |

|  | "Nanshiungosaurus" bohlini |
|  |                            |
|  | Nothronychus graffami      |
|  |                            |

|  | Segnosaurus |
|  |             |
|  | AMNH 6368   |
|  |             |

|         | Erlikosaurus                                                                         |
|         |                                                                                      |
| unnamed | \| \| "Nanshiungosaurus" bohlini \| \| \| \| \| \| Nothronychus graffami \| \| \| \| |
|         | \| \| "Nanshiungosaurus" bohlini \| \| \| \| \| \| Nothronychus graffami \| \| \| \| |
|         | "Nanshiungosaurus" bohlini                                                           |
|         |                                                                                      |
|         | Nothronychus graffami                                                                |
|         |                                                                                      |

|  | "Nanshiungosaurus" bohlini |
|  |                            |
|  | Nothronychus graffami      |
|  |                            |

|         | Erlikosaurus                                                                         |
|         |                                                                                      |
| unnamed | \| \| "Nanshiungosaurus" bohlini \| \| \| \| \| \| Nothronychus graffami \| \| \| \| |
|         | \| \| "Nanshiungosaurus" bohlini \| \| \| \| \| \| Nothronychus graffami \| \| \| \| |
|         | "Nanshiungosaurus" bohlini                                                           |
|         |                                                                                      |
|         | Nothronychus graffami                                                                |
|         |                                                                                      |

|  | "Nanshiungosaurus" bohlini |
|  |                            |
|  | Nothronychus graffami      |
|  |                            |

|         | Erlikosaurus                                                                         |
|         |                                                                                      |
| unnamed | \| \| "Nanshiungosaurus" bohlini \| \| \| \| \| \| Nothronychus graffami \| \| \| \| |
|         | \| \| "Nanshiungosaurus" bohlini \| \| \| \| \| \| Nothronychus graffami \| \| \| \| |
|         | "Nanshiungosaurus" bohlini                                                           |
|         |                                                                                      |
|         | Nothronychus graffami                                                                |
|         |                                                                                      |

|  | "Nanshiungosaurus" bohlini |
|  |                            |
|  | Nothronychus graffami      |
|  |                            |

|         | Erlikosaurus                                                                         |
|         |                                                                                      |
| unnamed | \| \| "Nanshiungosaurus" bohlini \| \| \| \| \| \| Nothronychus graffami \| \| \| \| |
|         | \| \| "Nanshiungosaurus" bohlini \| \| \| \| \| \| Nothronychus graffami \| \| \| \| |
|         | "Nanshiungosaurus" bohlini                                                           |
|         |                                                                                      |
|         | Nothronychus graffami                                                                |
|         |                                                                                      |

|  | "Nanshiungosaurus" bohlini |
|  |                            |
|  | Nothronychus graffami      |
|  |                            |

|  | Segnosaurus |
|  |             |
|  | AMNH 6368   |
|  |             |

|         | Erlikosaurus                                                                         |
|         |                                                                                      |
| unnamed | \| \| "Nanshiungosaurus" bohlini \| \| \| \| \| \| Nothronychus graffami \| \| \| \| |
|         | \| \| "Nanshiungosaurus" bohlini \| \| \| \| \| \| Nothronychus graffami \| \| \| \| |
|         | "Nanshiungosaurus" bohlini                                                           |
|         |                                                                                      |
|         | Nothronychus graffami                                                                |
|         |                                                                                      |

|  | "Nanshiungosaurus" bohlini |
|  |                            |
|  | Nothronychus graffami      |
|  |                            |

|         | Erlikosaurus                                                                         |
|         |                                                                                      |
| unnamed | \| \| "Nanshiungosaurus" bohlini \| \| \| \| \| \| Nothronychus graffami \| \| \| \| |
|         | \| \| "Nanshiungosaurus" bohlini \| \| \| \| \| \| Nothronychus graffami \| \| \| \| |
|         | "Nanshiungosaurus" bohlini                                                           |
|         |                                                                                      |
|         | Nothronychus graffami                                                                |
|         |                                                                                      |

|  | "Nanshiungosaurus" bohlini |
|  |                            |
|  | Nothronychus graffami      |
|  |                            |

|         | Erlikosaurus                                                                         |
|         |                                                                                      |
| unnamed | \| \| "Nanshiungosaurus" bohlini \| \| \| \| \| \| Nothronychus graffami \| \| \| \| |
|         | \| \| "Nanshiungosaurus" bohlini \| \| \| \| \| \| Nothronychus graffami \| \| \| \| |
|         | "Nanshiungosaurus" bohlini                                                           |
|         |                                                                                      |
|         | Nothronychus graffami                                                                |
|         |                                                                                      |

|  | "Nanshiungosaurus" bohlini |
|  |                            |
|  | Nothronychus graffami      |
|  |                            |

|         | Erlikosaurus                                                                         |
|         |                                                                                      |
| unnamed | \| \| "Nanshiungosaurus" bohlini \| \| \| \| \| \| Nothronychus graffami \| \| \| \| |
|         | \| \| "Nanshiungosaurus" bohlini \| \| \| \| \| \| Nothronychus graffami \| \| \| \| |
|         | "Nanshiungosaurus" bohlini                                                           |
|         |                                                                                      |
|         | Nothronychus graffami                                                                |
|         |                                                                                      |

|  | "Nanshiungosaurus" bohlini |
|  |                            |
|  | Nothronychus graffami      |
|  |                            |

|  | Segnosaurus |
|  |             |
|  | AMNH 6368   |
|  |             |

|         | Erlikosaurus                                                                         |
|         |                                                                                      |
| unnamed | \| \| "Nanshiungosaurus" bohlini \| \| \| \| \| \| Nothronychus graffami \| \| \| \| |
|         | \| \| "Nanshiungosaurus" bohlini \| \| \| \| \| \| Nothronychus graffami \| \| \| \| |
|         | "Nanshiungosaurus" bohlini                                                           |
|         |                                                                                      |
|         | Nothronychus graffami                                                                |
|         |                                                                                      |

|  | "Nanshiungosaurus" bohlini |
|  |                            |
|  | Nothronychus graffami      |
|  |                            |

|         | Erlikosaurus                                                                         |
|         |                                                                                      |
| unnamed | \| \| "Nanshiungosaurus" bohlini \| \| \| \| \| \| Nothronychus graffami \| \| \| \| |
|         | \| \| "Nanshiungosaurus" bohlini \| \| \| \| \| \| Nothronychus graffami \| \| \| \| |
|         | "Nanshiungosaurus" bohlini                                                           |
|         |                                                                                      |
|         | Nothronychus graffami                                                                |
|         |                                                                                      |

|  | "Nanshiungosaurus" bohlini |
|  |                            |
|  | Nothronychus graffami      |
|  |                            |

|         | Erlikosaurus                                                                         |
|         |                                                                                      |
| unnamed | \| \| "Nanshiungosaurus" bohlini \| \| \| \| \| \| Nothronychus graffami \| \| \| \| |
|         | \| \| "Nanshiungosaurus" bohlini \| \| \| \| \| \| Nothronychus graffami \| \| \| \| |
|         | "Nanshiungosaurus" bohlini                                                           |
|         |                                                                                      |
|         | Nothronychus graffami                                                                |
|         |                                                                                      |

|  | "Nanshiungosaurus" bohlini |
|  |                            |
|  | Nothronychus graffami      |
|  |                            |

|         | Erlikosaurus                                                                         |
|         |                                                                                      |
| unnamed | \| \| "Nanshiungosaurus" bohlini \| \| \| \| \| \| Nothronychus graffami \| \| \| \| |
|         | \| \| "Nanshiungosaurus" bohlini \| \| \| \| \| \| Nothronychus graffami \| \| \| \| |
|         | "Nanshiungosaurus" bohlini                                                           |
|         |                                                                                      |
|         | Nothronychus graffami                                                                |
|         |                                                                                      |

|  | "Nanshiungosaurus" bohlini |
|  |                            |
|  | Nothronychus graffami      |
|  |                            |

|  | Segnosaurus |
|  |             |
|  | AMNH 6368   |
|  |             |

|         | Erlikosaurus                                                                         |
|         |                                                                                      |
| unnamed | \| \| "Nanshiungosaurus" bohlini \| \| \| \| \| \| Nothronychus graffami \| \| \| \| |
|         | \| \| "Nanshiungosaurus" bohlini \| \| \| \| \| \| Nothronychus graffami \| \| \| \| |
|         | "Nanshiungosaurus" bohlini                                                           |
|         |                                                                                      |
|         | Nothronychus graffami                                                                |
|         |                                                                                      |

|  | "Nanshiungosaurus" bohlini |
|  |                            |
|  | Nothronychus graffami      |
|  |                            |

|         | Erlikosaurus                                                                         |
|         |                                                                                      |
| unnamed | \| \| "Nanshiungosaurus" bohlini \| \| \| \| \| \| Nothronychus graffami \| \| \| \| |
|         | \| \| "Nanshiungosaurus" bohlini \| \| \| \| \| \| Nothronychus graffami \| \| \| \| |
|         | "Nanshiungosaurus" bohlini                                                           |
|         |                                                                                      |
|         | Nothronychus graffami                                                                |
|         |                                                                                      |

|  | "Nanshiungosaurus" bohlini |
|  |                            |
|  | Nothronychus graffami      |
|  |                            |

|         | Erlikosaurus                                                                         |
|         |                                                                                      |
| unnamed | \| \| "Nanshiungosaurus" bohlini \| \| \| \| \| \| Nothronychus graffami \| \| \| \| |
|         | \| \| "Nanshiungosaurus" bohlini \| \| \| \| \| \| Nothronychus graffami \| \| \| \| |
|         | "Nanshiungosaurus" bohlini                                                           |
|         |                                                                                      |
|         | Nothronychus graffami                                                                |
|         |                                                                                      |

|  | "Nanshiungosaurus" bohlini |
|  |                            |
|  | Nothronychus graffami      |
|  |                            |

|         | Erlikosaurus                                                                         |
|         |                                                                                      |
| unnamed | \| \| "Nanshiungosaurus" bohlini \| \| \| \| \| \| Nothronychus graffami \| \| \| \| |
|         | \| \| "Nanshiungosaurus" bohlini \| \| \| \| \| \| Nothronychus graffami \| \| \| \| |
|         | "Nanshiungosaurus" bohlini                                                           |
|         |                                                                                      |
|         | Nothronychus graffami                                                                |
|         |                                                                                      |

|  | "Nanshiungosaurus" bohlini |
|  |                            |
|  | Nothronychus graffami      |
|  |                            |

|  | Segnosaurus |
|  |             |
|  | AMNH 6368   |
|  |             |

|         | Erlikosaurus                                                                         |
|         |                                                                                      |
| unnamed | \| \| "Nanshiungosaurus" bohlini \| \| \| \| \| \| Nothronychus graffami \| \| \| \| |
|         | \| \| "Nanshiungosaurus" bohlini \| \| \| \| \| \| Nothronychus graffami \| \| \| \| |
|         | "Nanshiungosaurus" bohlini                                                           |
|         |                                                                                      |
|         | Nothronychus graffami                                                                |
|         |                                                                                      |

|  | "Nanshiungosaurus" bohlini |
|  |                            |
|  | Nothronychus graffami      |
|  |                            |

|         | Erlikosaurus                                                                         |
|         |                                                                                      |
| unnamed | \| \| "Nanshiungosaurus" bohlini \| \| \| \| \| \| Nothronychus graffami \| \| \| \| |
|         | \| \| "Nanshiungosaurus" bohlini \| \| \| \| \| \| Nothronychus graffami \| \| \| \| |
|         | "Nanshiungosaurus" bohlini                                                           |
|         |                                                                                      |
|         | Nothronychus graffami                                                                |
|         |                                                                                      |

|  | "Nanshiungosaurus" bohlini |
|  |                            |
|  | Nothronychus graffami      |
|  |                            |

|         | Erlikosaurus                                                                         |
|         |                                                                                      |
| unnamed | \| \| "Nanshiungosaurus" bohlini \| \| \| \| \| \| Nothronychus graffami \| \| \| \| |
|         | \| \| "Nanshiungosaurus" bohlini \| \| \| \| \| \| Nothronychus graffami \| \| \| \| |
|         | "Nanshiungosaurus" bohlini                                                           |
|         |                                                                                      |
|         | Nothronychus graffami                                                                |
|         |                                                                                      |

|  | "Nanshiungosaurus" bohlini |
|  |                            |
|  | Nothronychus graffami      |
|  |                            |

|         | Erlikosaurus                                                                         |
|         |                                                                                      |
| unnamed | \| \| "Nanshiungosaurus" bohlini \| \| \| \| \| \| Nothronychus graffami \| \| \| \| |
|         | \| \| "Nanshiungosaurus" bohlini \| \| \| \| \| \| Nothronychus graffami \| \| \| \| |
|         | "Nanshiungosaurus" bohlini                                                           |
|         |                                                                                      |
|         | Nothronychus graffami                                                                |
|         |                                                                                      |

|  | "Nanshiungosaurus" bohlini |
|  |                            |
|  | Nothronychus graffami      |
|  |                            |

## Paleobiología

### Alimentación
Los hábitos alimenticios de Therizinosaurus son desconocidos, ya que no hay material craneal que indique su dieta. Al igual que el Erlikosaurus, es posible que Therizinosaurus fuera herbívoro, que utilizara sus enormes garras para llevarse las ramas hacia su boca y arrancar el material vegetal, y que ocasionalmente pudiera haber cazado pequeños lagartos y mamíferos. Es enormemente raro encontrar dinosaurios herbívoros entre los terópodos, lo que añade otra característica infrecuente a nuestro conocimiento de este animal tan extraño. Hay otras posibles funciones en las que habrían podido servir las garras de Therizinosaurus, por ejemplo en la defensa contra los depredadores, como el contemporáneo Tarbosaurus, y en la lucha intraespecífica, tal como luchar por el territorio o para aparearse. Las garras pudieron incluso haber servido a todas estas funciones.

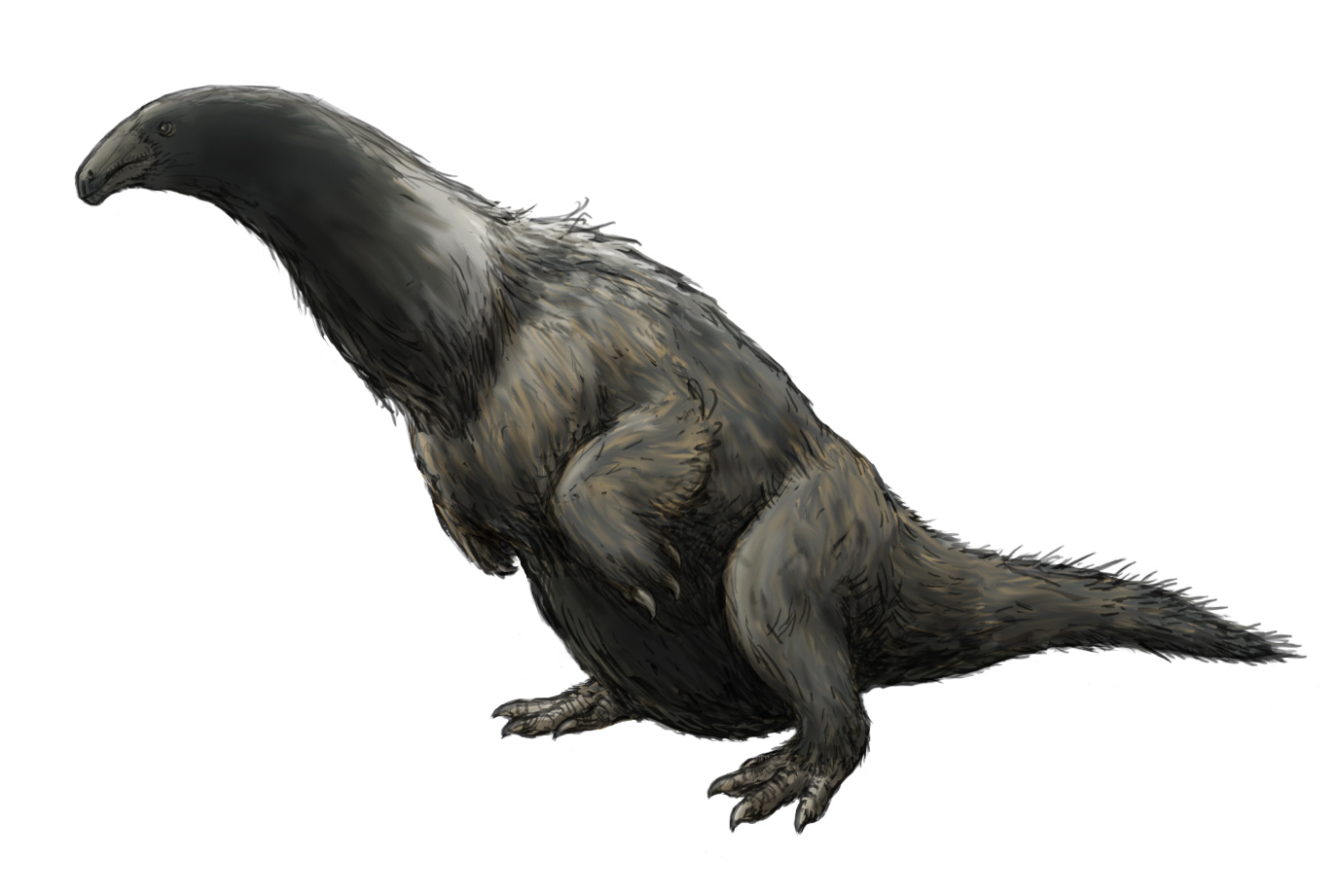
Restauración de la vida de Erliansaurus en una posición sentada. Therizinosaurus puede haberse sentado sobre su pelvis durante la alimentación.

En 1993, Dale A. Russell y Donald E. Russell analizaron Therizinosaurus y Chalicotherium, y notaron similitudes en sus respectivos planes corporales, a pesar de que forman parte de grupos diferentes. Ambos géneros tenían brazos grandes, bien desarrollados y relativamente fuertes, la cintura pélvica era robusta y adecuada para un comportamiento de sedestación y la estructura de las patas traseras, particularmente el pie, era robusta y acortada. Consideraron que estas adaptaciones representan un ejemplo de evolución convergente, una condición en la que los organismos desarrollan rasgos similares, sin estar necesariamente relacionados, entre los géneros de dinosaurios y mamíferos extintos. Además, el diseño del cuerpo es algo exhibido por los gorilas de hoy en día. Debido a que se sabe que los animales con este tipo de plan corporal representan herbívoros, los autores sugirieron este estilo de vida para Therizinosaurus. Russell y Russell reconstruyeron el comportamiento de alimentación de Therizinosaurus como si pudiera sentarse mientras consumía el follaje de grandes arbustos y árboles. El material vegetal habría sido cosechado con sus manos y esta acción probablemente se vio favorecida por su cuello alargado que impedía el uso de grandes cantidades de fuerza y esfuerzo. Como sus brazos eran lo suficientemente largos como para haber tocado el suelo durante ciertas posturas, podrían haber ayudado al dinosaurio a levantarse desde una posición boca abajo. Si ramoneaba en su postura bípeda, Therizinosaurus pudo haber sido capaz de alcanzar una vegetación aún más alta sostenido por sus patas cortas y robustas. Mientras que Chalicotherium era más adecuado para enganchar ramas, Therizinosaurus era mejor para empujar grandes matas de follaje debido a sus largas garras. También es posible que Therizinosaurus fuera menos capaz de una gran precisión en sus movimientos que Chalicotherium, debido a que este último tenía capacidades cerebrales, dentales y musculares más desarrolladas.
Anthony R. Fiorillo y sus colegas en 2018 sugirieron que Therizinosaurus tenía una fuerza de mordida reducida que podría haber sido útil para cosechar vegetación o buscar alimento, basándose en tericinosáuridos relacionados como Erlikosaurus y Segnosaurus. A medida que la fuerza de mordida comenzó a disminuir de los tericinosáuridos primitivos a los derivados, Therizinosaurus, al ser un miembro derivado, habría estado sujeto a la relación evolutiva.

### Función de brazos y garras
Cuando Maleev describió el género por primera vez en 1954, consideró que las garras inusualmente grandes se usaban para recolectar algas. Sin embargo, esto se basó en la suposición de una tortuga marina gigante. En 1970, Rozhdestvensky volvió a examinar las garras y sugirió una posible función especializada en abrir montículos de termitas o una dieta frugívora. Barsbold en 1976 sugirió que las garras inusuales de Therizinosaurus pueden haber sido empleadas para empalar o excavar terreno suelto, sin embargo, señaló su notoria fragilidad al impactar. En 1995, Lev A. Nessov sugirió que las garras alargadas se usaban para defenderse de los depredadores y los juveniles podrían haber usado sus garras para la locomoción arbórea, de manera similar a los perezosos o los polluelos de hoacín de hoy en día.

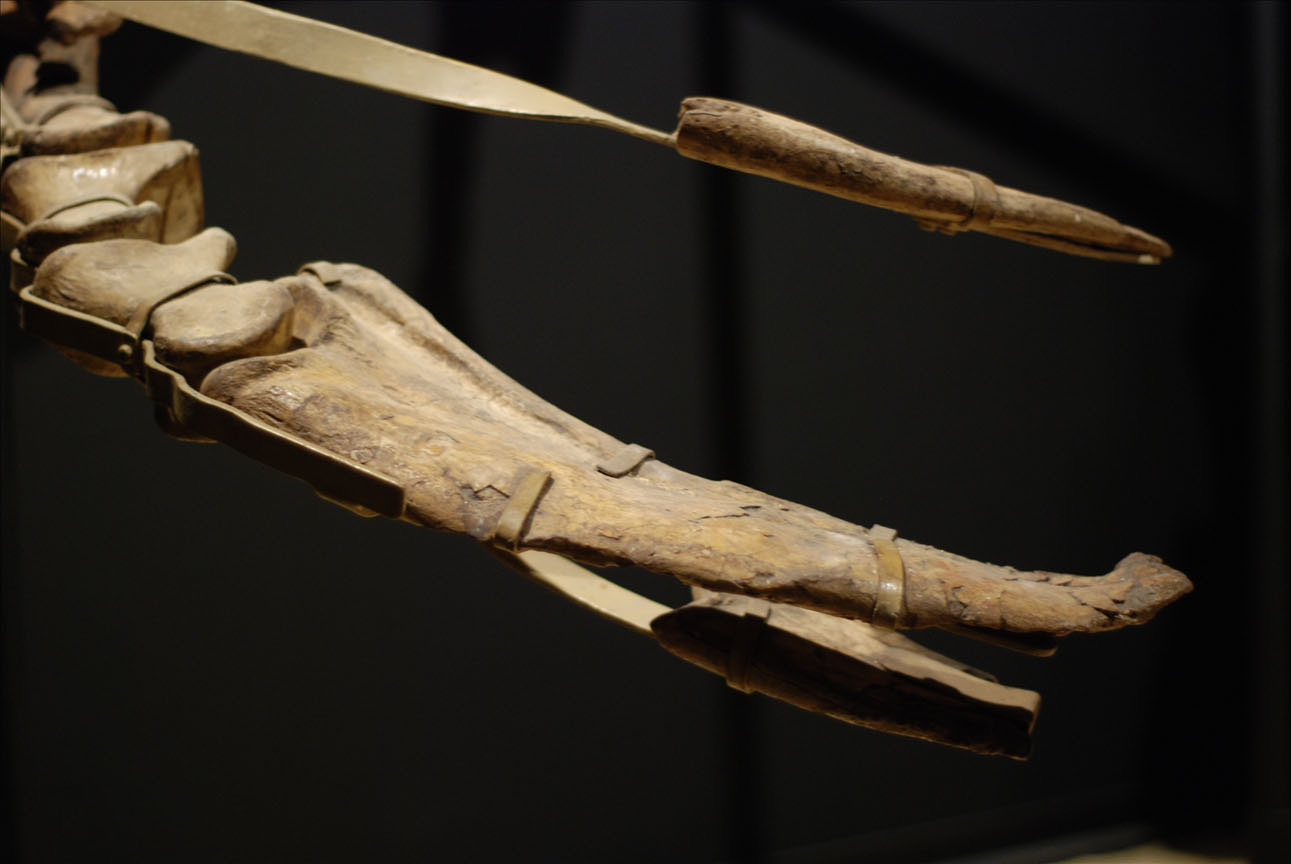
Vista lateral de los ungueales en especímenes MPC-D 100/15, MPC-D 100/16 y MPC-D 100/17. Therizinosaurus puede haber usado sus garras para agarrar el follaje

En 2014, Lautenschlager probó la función de varias garras de mano de tericinosáurido, incluido Therizinosaurus, a través de simulaciones digitales. Se simularon tres escenarios funcionales diferentes para cada morfología de garra con una fuerza de 400 N aplicada en cada escenario, arañar o cavar, enganchar y tirar y penetrar. Aunque las garras robustas de Alxasaurus resultaron en magnitudes de tensión bajas, la tensión fue mayor con la curvatura y elongación de las garras en Falcarius, Nothronychus y Therizinosaurus. Algunas de las magnitudes más altas de tensión, deformación y deformación se obtuvieron en el escenario de raspado y excavación, el escenario de gancho y tracción, por el contrario, resultó en magnitudes más bajas, y se encontraron menores en el escenario de perforación. En particular, el estrés general fue más pronunciado en las garras inusuales de Therizinosaurus, lo que puede representar un caso excepcional de especialización de elongación. Lautenschlager notó que las garras más fuertemente curvadas y alargadas de algunos taxones de terizinosáuridos eran poco funcionales en la forma de rascar y cavar, lo que indica que esta es la función más improbable, aunque el comportamiento fosorial, de excavador, se ha reportado en varios dinosaurios, el gran tamaño corporal descarta en gran medida la posibilidad de excavar madrigueras en los terizinosáuridos. Sin embargo, se habría realizado una acción general de excavación con las garras de los pies porque, como en otros maniraptoranos, las plumas de los brazos habrían interferido en esta función. En lugar de ser utilizado para el comportamiento fosorial, es más probable que Therizinosaurus haga uso de sus manos en forma de gancho y tracción para tirar o agarrar la vegetación a su alcance. Este comportamiento herbívoro haría que los terizinosáuridos fueran en su mayoría similares a los osos hormigueros existentes y a los perezosos terrestres extintos. Lautenschlager no pudo confirmar ni descartar que las garras de las manos podrían haber sido utilizadas para defensa, competencia intraespecífica, estabilización agarrando troncos de árboles durante el ramoneo alto, dimorfismo sexual o agarrando compañeros durante el apareamiento dada la falta de más especímenes. Aclaró que no hay evidencia de que las largas garras de Therizinosaurus hubieran sido utilizadas en defensa activa o ataque, sin embargo, es posible que estos apéndices pudieran haber tenido algún rol al momento de enfrentar una amenaza, como la intimidación.
Scott A. Lee y Zachary Richards en 2018, basándose en las mediciones de resistencia a la flexión de varios húmeros de dinosaurios, encontraron que los húmeros de los dinosaurios carnosaurios, tericinosaurianos y tiranosáuridos eran relativamente resistentes al estrés. Esta mayor capacidad para resistir el estrés respalda la idea de que Therizinosaurus y otros tericinosaurios usaban sus brazos de una manera robusta que generaba fuerzas significativas. También sugirieron que las garras prominentes de algunos miembros podrían haber sido utilizadas como defensa contra los depredadores y otras funciones diversas. A diferencia de los ornitomimosaurianos generalmente ligeros y ágiles que evitarían la depredación con su velocidad, Therizinosaurus y sus familiares dependían de las armas y las garras para hacer frente a las amenazas y, en general, eran lentos para empezar.

## Paleoecología
Los restos de Therizinosaurus se han encontrado en la conocida Formación Nemegt del desierto de Gobi. Aunque esta formación nunca ha sido datada radiométricamente debido a la discontinuidad de las exposiciones y la ausencia de facies de rocas volcánicas datables, el conjunto de fósiles de vertebrados sugiere una etapa temprana del Maastrichtiense posiblemente hace entre 70 y 68 millones de años. La Formación Nemegt se divide en tres miembros informales. El miembro inferior está compuesto principalmente por sedimentos fluviales, mientras que los miembros medio y superior están constituidos por llanura aluvial, paludal, sedimentación lacustre y fluvial.

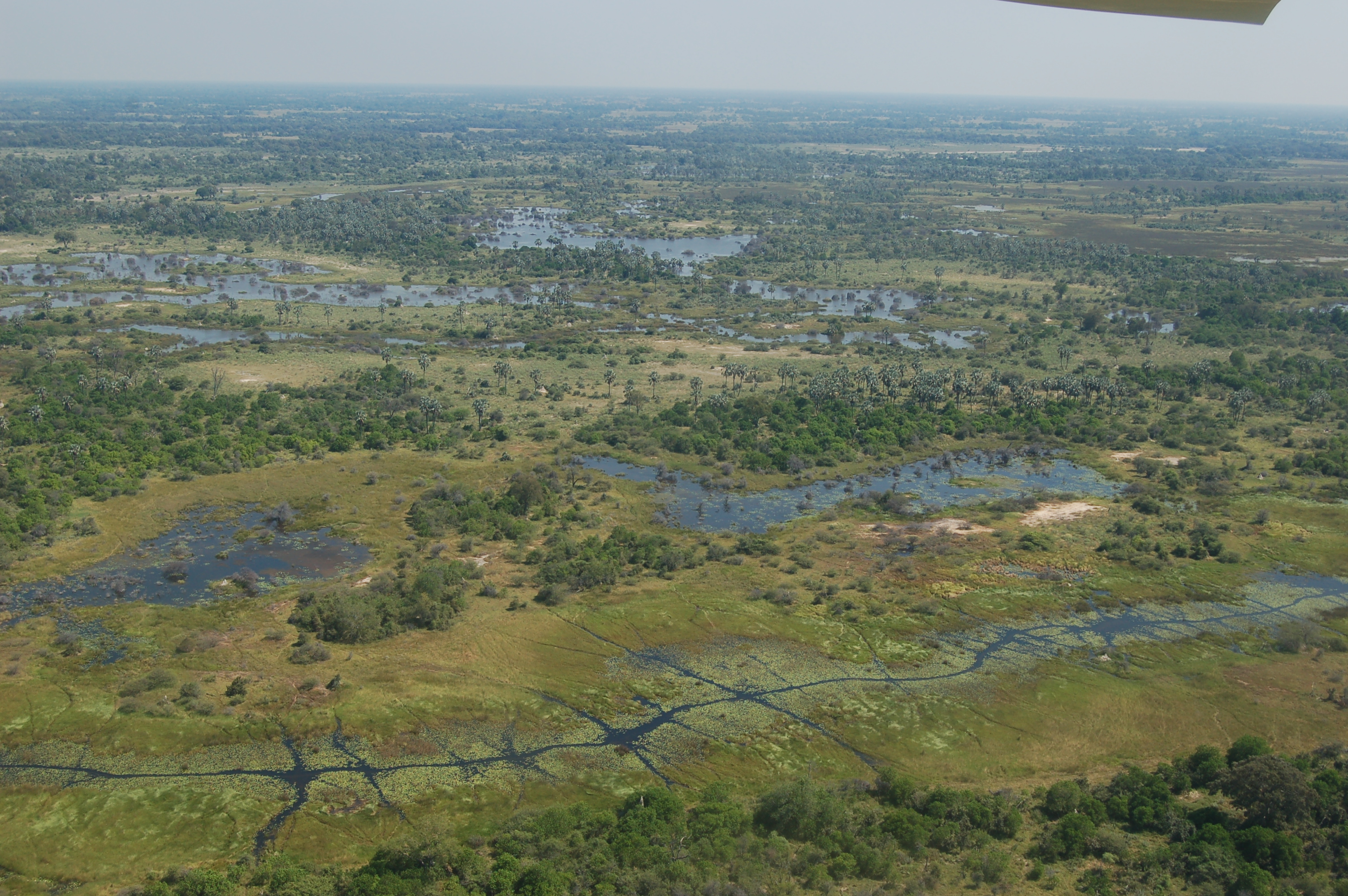
La Formación Nemegt pudo haber tenido entornos similares a los del pantanoso delta del Okavango.

Los ambientes que habitó Therizinosaurus han sido determinados por la sedimentación a través de la formación, el nivel de δ13C preservado en el esmalte dental de muchos dinosaurios herbívoros y la numerosa madera petrificada a través de la formación. Consistían en grandes ríos serpenteantes y trenzados con extensos bosques compuestos por grandes bosques cerrados de araucarias en forma de dosel que sustentaban a diversos dinosaurios herbívoros como Therizinosaurus. El clima de la formación era relativamente templado, temperaturas medias anuales entre 7,6 y 8,7 °C, caracterizadas por monzones con inviernos fríos y secos y veranos calurosos y lluviosos a los que se suman precipitaciones medias anuales entre 775 y 835 mm, precipitación que estuvo sujeta a marcadas fluctuaciones estacionales. Los ambientes húmedos de la Formación Nemegt pueden haber actuado como un área similar a un oasis que atrajo a los oviraptóridos de localidades vecinas áridas como la Formación Barun Goyot, como se evidencia en la presencia de Nemegtomaia en ambas regiones. Se ha sugerido previamente que la Formación Nemegt puede haber sido similar al actual Delta del Okavango, que también se compone de un entorno mésico, bien regado.

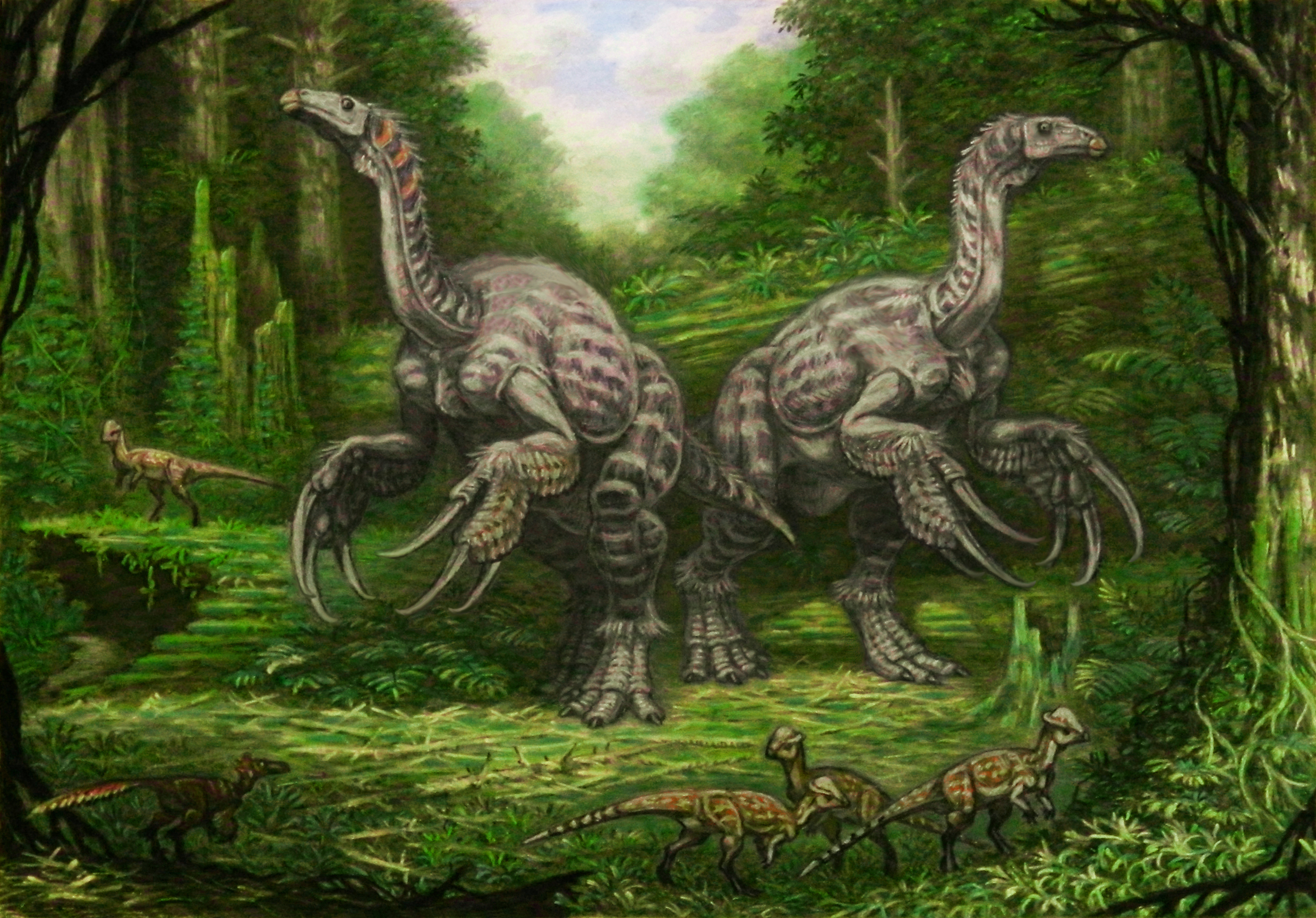
Restauración de la vida de una pareja de Therizinosaurus junto con un pequeño grupo de Prenocephale y Adasaurus.

La paleofauna de la Formación Nemegt fue diversa y rica, compuesta por otros dinosaurios como los alvarezsáuridos Mononykus y Nemegtonykus, los deinonicosaurianos Adasaurus y Zanabazar, los ornitomimosaurianos Anserimimus, Gallimimus y Deinocheirus, los oviraptorosaurianos Avimimus, Rinchenia y Elmisaurus; tiranosáuridos Alioramus y posiblemente Bagaraatan y el superdepredador Tarbosaurus, los anquilosáuridos Saichania y Tarchia, paquicefalosáuridos Homalocephale y Prenocephale, los hadrosáuridos Barsboldia y Saurolophus y los titanosáuridos Nemegtosaurus y Opisthocoelicaudia. La paleofauna adicional incluye aves como Judinornis o Teviornis, abundantes ostrácodos de agua dulce en numerosas localidades, peces, tortugas terrestres y acuáticas como Mongolochelys y Nemegtemys y el cocodrilomorfo Paralligator.
Como los sedimentos en los que se han encontrado restos de Therizinosaurus tienen una base fluvial, se sugiere que pudo haber preferido alimentarse en áreas ribereñas. Therizinosaurus debido a su altura prominente y estilo de vida de alta navegación, fue uno de los dinosaurios más altos en la paleofauna de la Formación Nemegt. Probablemente no tuvo una competencia significativa con otros herbívoros por el follaje, sin embargo, podría haber ocurrido una partición de nicho con los titanosáuridos, también dinosaurios de cuello largo, de la formación. Si Therizinosaurus fuera herbívoro, por otro lado, habría competido con herbívoros contemporáneos como Saurolophus. Aunque los pequeño depredadores como los dromeosáuridos y los troodóntidos no representaban una amenaza para Therizinosaurus, el único otro depredador que rivalizaba en tamaño era Tarbosaurus. Debido a la mayor altura del Therizinosaurus, es posible que un Tarbosaurus grande no haya sido capaz de morder más alto que los muslos o el vientre de un Therizinosaurus adulto de pie. Las garras alargadas pueden haber sido útiles para la autodefensa o para intimidar al depredador durante esta situación. También es posible que Therizinosaurus compitiera por otros recursos diversos con Deinocheirus, Saurolophus, Nemegtosaurus y Opistocoelicaudia.